# VVV-Venlo in het seizoen 2015/16
Dit artikel geeft een overzicht van VVV-Venlo in het seizoen 2015/2016.

## Selectie 2015 - 2016
| Nr. | Positie | Speler            |
| --- | ------- | ----------------- |
| 1   | DM      | Jordy Deckers     |
| 2   | V       | Moreno Rutten     |
| 3   | V       | Jerold Promes     |
| 4   | V       | Robin Buwalda     |
| 5   | V       | Niels Fleuren     |
| 6   | M       | Danny Post        |
| 7   | A       | Vito van Crooij   |
| 8   | M       | Gianluca Nijholt  |
| 9   | A       | Ralf Seuntjens    |
| 10  | M       | Johnatan Opoku    |
| 11  | A       | Leandro Resida    |
| 12  | A       | Boban Lazić       |
| 14  | M       | Selman Sevinç     |
| 15  | V       | Dylan Donkers     |
| 16  | DM      | Delano van Crooij |
| 17  | M       | Quin Kruijsen     |
| 18  | M       | Dyon Gijzen       |
| 19  | A       | Torino Hunte      |
| 20  | A       | Shaquille Simmons |
| 21  | M       | Omar Ramadhani    |
| 23  | DM      | Roy Oomen         |
| 24  | A       | Lugman Bezzat     |
| 25  | V       | Evren Korkmaz     |
| 26  | A       | Vensan Kličić     |
| 27  | V       | Jason Bourdouxhe  |
| 29  | V       | Sam Westley       |
| 31  | M       | Mitchel Paulissen |
| 32  | V       | Kristiaan Haagen  |

### Aangetrokken spelers
- Lugman Bezzat eigen jeugd
- Jason Bourdouxhe van FC Eindhoven
- Delano van Crooij van SV Deurne
- Jordy Deckers van SBV Excelsior
- Kristiaan Haagen, gehuurd van FC Dordrecht
- Torino Hunte van FC Eindhoven
- Vensan Kličić eigen jeugd
- Evren Korkmaz eigen jeugd
- Roy Oomen eigen jeugd
- Johnatan Opoku van FC Oss
- Omar Ramadhani eigen jeugd
- Leandro Resida van FC Emmen
- Moreno Rutten van FC Den Bosch
- Ralf Seuntjens van Telstar
- Sam Westley, gehuurd van West Ham United
- Boban Lazić, gehuurd van PEC Zwolle in de loop van het seizoen
- Mitchel Paulissen,  gehuurd van Roda JC in de loop van het seizoen

### Uitgaande spelers
- Jeffrey Altheer naar Willem II
- Pim Balkestein naar SV Elversberg
- Medy Elito naar Newport County AFC
- Bas Hendriks naar De Treffers
- Guus Joppen naar Willem II
- Aziz Khalouta naar Pandurii Târgu Jiu
- Niki Mäenpää naar Brighton
- Vitālijs Maksimenko naar FK Liepāja, was gehuurd van Brighton
- Melvin Platje naar Stade Brestois
- Alex Tabakis, was gehuurd van Panathinaikos FC
- Eric Verstappen naar De Graafschap
- Beau Vilters overleden op 14 juni 2015
- Ramon Voorn naar Bocholter VV, was gehuurd van Fortuna Sittard
- Danny Wintjens naar Bocholter VV
- Randy Wolters naar Go Ahead Eagles
- Boban Lazić, terug naar PEC Zwolle in de loop van het seizoen

## Wedstrijden

### Eerste Divisie
Speelronde 1:
| vrijdag 7 augustus 2015, 20:00 | Almere City FC                   | 3-3 (1-2) | VVV-Venlo                                | Opstelling Almere City FC | Opstelling VVV-Venlo |  |
| Stadion: Yanmar Stadion, Almere Toeschouwers: 1.066 Arbiter: Van den Kerkhof                                                                                                   | 5' Kip 48' Boldewijn 63' Quasten |           | 25' (pen.) Seuntjens 33' Resida 49' Post | Etemadi 24', Metalsi, Ramsteijn, Vet, Quasten 37', Kip, Oost 84' ( Salasiwa), Ahannach 59' ( Rosario), Boldewijn, Braken 18', Waalkens 81' ( Mamedov) RESERVEBANK: Pistoor, Brent, Lanser, Tadmine | Deckers, Rutten 72', Buwalda, Promes, Bourdouxhe 81' ( Fleuren), Post , Opoku, Nijholt, Resida 72' ( Hunte), Seuntjens, V. van Crooij RESERVEBANK: D. van Crooij, Sevinç, Donkers, Gijzen, Simmons |  |
| Stadion: Yanmar Stadion, Almere Toeschouwers: 1.066 Arbiter: Van den Kerkhof                                                                                                   |                                  |           |                                          | Etemadi 24', Metalsi, Ramsteijn, Vet, Quasten 37', Kip, Oost 84' ( Salasiwa), Ahannach 59' ( Rosario), Boldewijn, Braken 18', Waalkens 81' ( Mamedov) RESERVEBANK: Pistoor, Brent, Lanser, Tadmine | Deckers, Rutten 72', Buwalda, Promes, Bourdouxhe 81' ( Fleuren), Post , Opoku, Nijholt, Resida 72' ( Hunte), Seuntjens, V. van Crooij RESERVEBANK: D. van Crooij, Sevinç, Donkers, Gijzen, Simmons |  |
| Stadion: Yanmar Stadion, Almere Toeschouwers: 1.066 Arbiter: Van den Kerkhof                                                                                                   |                                  |           |                                          | Etemadi 24', Metalsi, Ramsteijn, Vet, Quasten 37', Kip, Oost 84' ( Salasiwa), Ahannach 59' ( Rosario), Boldewijn, Braken 18', Waalkens 81' ( Mamedov) RESERVEBANK: Pistoor, Brent, Lanser, Tadmine | Deckers, Rutten 72', Buwalda, Promes, Bourdouxhe 81' ( Fleuren), Post , Opoku, Nijholt, Resida 72' ( Hunte), Seuntjens, V. van Crooij RESERVEBANK: D. van Crooij, Sevinç, Donkers, Gijzen, Simmons |  |
| Bijz.: Eerste competitiewedstrijd. Competitiedebuut Jordy Deckers, Moreno Rutten, Jason Bourdouxhe, Johnatan Opoku, Leandro Resida, Ralf Seuntjens en Torino Hunte namens VVV. |                                  |           |                                          | | |  |

Speelronde 2:
| vrijdag 14 augustus 2015, 20:00                                    | VVV-Venlo  | 1-2 (0-1) | FC Oss                       | Opstelling VVV-Venlo | Opstelling FC Oss |  |
| Stadion: Stadion De Koel, Venlo Toeschouwers: 3.050 Arbiter: Pérez | 53' Resida |           | 39' (pen.) Conneh 59' Fortes | Deckers, Rutten, Buwalda, Promes 75' ( Hunte), Bourdouxhe 38', Post , Opoku 90' ( Gijzen), Nijholt, Resida, Seuntjens, V. van Crooij 44' ( Fleuren) RESERVEBANK: D. van Crooij, Sevinç, Donkers, Simmons | Hengelman, Piqué 77' ( Van den Ouweland), Balk, Stuy van den Herik, Van der Sluys 58' ( Kok), Roshanali, Kamaçi, Janssen, Bakx 66', Conneh, Fortes 60' 81' ( De Vogel) RESERVEBANK: Mous, Koca, Rambach, Van der Venne |  |
| Stadion: Stadion De Koel, Venlo Toeschouwers: 3.050 Arbiter: Pérez |            |           |                              | Deckers, Rutten, Buwalda, Promes 75' ( Hunte), Bourdouxhe 38', Post , Opoku 90' ( Gijzen), Nijholt, Resida, Seuntjens, V. van Crooij 44' ( Fleuren) RESERVEBANK: D. van Crooij, Sevinç, Donkers, Simmons | Hengelman, Piqué 77' ( Van den Ouweland), Balk, Stuy van den Herik, Van der Sluys 58' ( Kok), Roshanali, Kamaçi, Janssen, Bakx 66', Conneh, Fortes 60' 81' ( De Vogel) RESERVEBANK: Mous, Koca, Rambach, Van der Venne |  |
| Stadion: Stadion De Koel, Venlo Toeschouwers: 3.050 Arbiter: Pérez |            |           |                              | Deckers, Rutten, Buwalda, Promes 75' ( Hunte), Bourdouxhe 38', Post , Opoku 90' ( Gijzen), Nijholt, Resida, Seuntjens, V. van Crooij 44' ( Fleuren) RESERVEBANK: D. van Crooij, Sevinç, Donkers, Simmons | Hengelman, Piqué 77' ( Van den Ouweland), Balk, Stuy van den Herik, Van der Sluys 58' ( Kok), Roshanali, Kamaçi, Janssen, Bakx 66', Conneh, Fortes 60' 81' ( De Vogel) RESERVEBANK: Mous, Koca, Rambach, Van der Venne |  |
| Bijz.: Eerste seizoensnederlaag.                                   |            |           |                              | | |  |

Speelronde 3:
| vrijdag 21 augustus 2015, 20:00                                     | Jong PSV    | 1-5 (0-3) | VVV-Venlo                                               | Opstelling Jong PSV | Opstelling VVV-Venlo |  |
| Stadion: De Herdgang, Eindhoven Toeschouwers: 1.200 Arbiter: Berden | 56' Lammers |           | 22' Nijholt 28' Opoku 45' Nijholt 73' Buwalda 83' Opoku | Bertrams, Loof, Hermannsson 46' ( Abels), Carolina, Heesakkers, Leemans 46' ( O. Rommens), Paal, Ritzmaier, Lammers 66', Boljević, Bergwijn 55' ( Cmiljanić) RESERVEBANK: Van Osch, Luković, Sanoh, Guðmundsson | Deckers, Rutten, Buwalda, Promes, Fleuren, Post , Opoku 84' ( Sevinç), Nijholt, Resida 84' ( Gijzen), Seuntjens 51', Hunte 68' ( V. van Crooij) RESERVEBANK: D. van Crooij, Donkers, Bezzat, Korkmaz |  |
| Stadion: De Herdgang, Eindhoven Toeschouwers: 1.200 Arbiter: Berden |             |           |                                                         | Bertrams, Loof, Hermannsson 46' ( Abels), Carolina, Heesakkers, Leemans 46' ( O. Rommens), Paal, Ritzmaier, Lammers 66', Boljević, Bergwijn 55' ( Cmiljanić) RESERVEBANK: Van Osch, Luković, Sanoh, Guðmundsson | Deckers, Rutten, Buwalda, Promes, Fleuren, Post , Opoku 84' ( Sevinç), Nijholt, Resida 84' ( Gijzen), Seuntjens 51', Hunte 68' ( V. van Crooij) RESERVEBANK: D. van Crooij, Donkers, Bezzat, Korkmaz |  |
| Stadion: De Herdgang, Eindhoven Toeschouwers: 1.200 Arbiter: Berden |             |           |                                                         | Bertrams, Loof, Hermannsson 46' ( Abels), Carolina, Heesakkers, Leemans 46' ( O. Rommens), Paal, Ritzmaier, Lammers 66', Boljević, Bergwijn 55' ( Cmiljanić) RESERVEBANK: Van Osch, Luković, Sanoh, Guðmundsson | Deckers, Rutten, Buwalda, Promes, Fleuren, Post , Opoku 84' ( Sevinç), Nijholt, Resida 84' ( Gijzen), Seuntjens 51', Hunte 68' ( V. van Crooij) RESERVEBANK: D. van Crooij, Donkers, Bezzat, Korkmaz |  |
| Bijz.: Bourdouxhe geschorst na rode kaart. Eerste seizoenszege.     |             |           |                                                         | | |  |

Speelronde 4:
| maandag 24 augustus 2015, 20:00                                       | VVV-Venlo     | 1-1 (0-1) | Sparta    | Opstelling VVV-Venlo | Opstelling Sparta |  |
| Stadion: Stadion De Koel, Venlo Toeschouwers: 3.300 Arbiter: Makkelie | 66' Seuntjens |           | 6' Brogno | Deckers, Rutten, Buwalda, Promes, Fleuren, Post , Opoku, Nijholt, Resida, Seuntjens, Hunte 90' ( V. van Crooij) RESERVEBANK: D. van Crooij, Sevinç, Donkers, Gijzen, Bezzat, Bourdouxhe | Kortsmit, Van Buuren, Breuer , Dijkstra, Dougall, Sanusi, Van Moorsel 80' ( Stokkers), Eisden 64' ( Ketting), Verhaar, Bergkamp 83' ( Van der Stoep), Brogno RESERVEBANK: Kieboom, Dumfries, Floranus, Langedijk |  |
| Stadion: Stadion De Koel, Venlo Toeschouwers: 3.300 Arbiter: Makkelie |               |           |           | Deckers, Rutten, Buwalda, Promes, Fleuren, Post , Opoku, Nijholt, Resida, Seuntjens, Hunte 90' ( V. van Crooij) RESERVEBANK: D. van Crooij, Sevinç, Donkers, Gijzen, Bezzat, Bourdouxhe | Kortsmit, Van Buuren, Breuer , Dijkstra, Dougall, Sanusi, Van Moorsel 80' ( Stokkers), Eisden 64' ( Ketting), Verhaar, Bergkamp 83' ( Van der Stoep), Brogno RESERVEBANK: Kieboom, Dumfries, Floranus, Langedijk |  |
| Stadion: Stadion De Koel, Venlo Toeschouwers: 3.300 Arbiter: Makkelie |               |           |           | Deckers, Rutten, Buwalda, Promes, Fleuren, Post , Opoku, Nijholt, Resida, Seuntjens, Hunte 90' ( V. van Crooij) RESERVEBANK: D. van Crooij, Sevinç, Donkers, Gijzen, Bezzat, Bourdouxhe | Kortsmit, Van Buuren, Breuer , Dijkstra, Dougall, Sanusi, Van Moorsel 80' ( Stokkers), Eisden 64' ( Ketting), Verhaar, Bergkamp 83' ( Van der Stoep), Brogno RESERVEBANK: Kieboom, Dumfries, Floranus, Langedijk |  |
|                                                                       |               |           |           | | |  |

Speelronde 5:
| vrijdag 28 augustus 2015, 20:00                                  | FC Volendam | 1-1 (0-0) | VVV-Venlo         | Opstelling FC Volendam | Opstelling VVV-Venlo |  |
| Stadion: Kras Stadion, Volendam Toeschouwers: 4.215 Arbiter: Bax | 89' Evers   |           | 87' V. van Crooij | Verhulst, Evers, Schilder, Schouten, Lo Fo Sang, El Hamdi 77' ( Vlak), Van Son 44' ( Laghmouchi), Kwakman , Steltenpool 67' ( Mertens), Tuyp, Van Velzen RESERVEBANK: Van Stappershoef, D. Prijor, Klinkenberg, Van Kippersluis | Deckers, Rutten 30', Buwalda, Promes, Fleuren, Post , Opoku, Nijholt 72', Resida, Seuntjens, Hunte 78' ( V. van Crooij) RESERVEBANK: D. van Crooij, Sevinç, Donkers, Bezzat, Bourdouxhe, Haagen |  |
| Stadion: Kras Stadion, Volendam Toeschouwers: 4.215 Arbiter: Bax |             |           |                   | Verhulst, Evers, Schilder, Schouten, Lo Fo Sang, El Hamdi 77' ( Vlak), Van Son 44' ( Laghmouchi), Kwakman , Steltenpool 67' ( Mertens), Tuyp, Van Velzen RESERVEBANK: Van Stappershoef, D. Prijor, Klinkenberg, Van Kippersluis | Deckers, Rutten 30', Buwalda, Promes, Fleuren, Post , Opoku, Nijholt 72', Resida, Seuntjens, Hunte 78' ( V. van Crooij) RESERVEBANK: D. van Crooij, Sevinç, Donkers, Bezzat, Bourdouxhe, Haagen |  |
| Stadion: Kras Stadion, Volendam Toeschouwers: 4.215 Arbiter: Bax |             |           |                   | Verhulst, Evers, Schilder, Schouten, Lo Fo Sang, El Hamdi 77' ( Vlak), Van Son 44' ( Laghmouchi), Kwakman , Steltenpool 67' ( Mertens), Tuyp, Van Velzen RESERVEBANK: Van Stappershoef, D. Prijor, Klinkenberg, Van Kippersluis | Deckers, Rutten 30', Buwalda, Promes, Fleuren, Post , Opoku, Nijholt 72', Resida, Seuntjens, Hunte 78' ( V. van Crooij) RESERVEBANK: D. van Crooij, Sevinç, Donkers, Bezzat, Bourdouxhe, Haagen |  |
|                                                                  |             |           |                   | | |  |

Speelronde 6:
| vrijdag 11 september 2015, 20:00                                          | VVV-Venlo                      | 2-1 (1-1) | Go Ahead Eagles  | Opstelling VVV-Venlo | Opstelling Go Ahead Eagles |  |
| Stadion: Stadion De Koel, Venlo Toeschouwers: 3.900 Arbiter: Van de Graaf | 8' Seuntjens 90' V. van Crooij |           | 20' Van Overbeek | Deckers, Rutten, Buwalda, Promes 90' ( Haagen), Fleuren, Post 89', Opoku 62', Nijholt 71', Resida 90' ( Donkers), Seuntjens, Hunte 64' ( V. van Crooij) RESERVEBANK: D. van Crooij, Sevinç, Gijzen, Bourdouxhe | Cummins, Lambooij, Vriends , Schenk, Teijsse, Duits, David 63', Rijsdijk 57' ( Daemen), Van Ewijk 51' 69' ( Mathieu), De Kogel 83' ( Ten Den), Van Overbeek RESERVEBANK: Zwarthoed, Nieuwpoort, Van der Meer, Nieveld |  |
| Stadion: Stadion De Koel, Venlo Toeschouwers: 3.900 Arbiter: Van de Graaf |                                |           |                  | Deckers, Rutten, Buwalda, Promes 90' ( Haagen), Fleuren, Post 89', Opoku 62', Nijholt 71', Resida 90' ( Donkers), Seuntjens, Hunte 64' ( V. van Crooij) RESERVEBANK: D. van Crooij, Sevinç, Gijzen, Bourdouxhe | Cummins, Lambooij, Vriends , Schenk, Teijsse, Duits, David 63', Rijsdijk 57' ( Daemen), Van Ewijk 51' 69' ( Mathieu), De Kogel 83' ( Ten Den), Van Overbeek RESERVEBANK: Zwarthoed, Nieuwpoort, Van der Meer, Nieveld |  |
| Stadion: Stadion De Koel, Venlo Toeschouwers: 3.900 Arbiter: Van de Graaf |                                |           |                  | Deckers, Rutten, Buwalda, Promes 90' ( Haagen), Fleuren, Post 89', Opoku 62', Nijholt 71', Resida 90' ( Donkers), Seuntjens, Hunte 64' ( V. van Crooij) RESERVEBANK: D. van Crooij, Sevinç, Gijzen, Bourdouxhe | Cummins, Lambooij, Vriends , Schenk, Teijsse, Duits, David 63', Rijsdijk 57' ( Daemen), Van Ewijk 51' 69' ( Mathieu), De Kogel 83' ( Ten Den), Van Overbeek RESERVEBANK: Zwarthoed, Nieuwpoort, Van der Meer, Nieveld |  |
| Bijz.: Eerste thuiszege. Competitiedebuut Kristiaan Haagen namens VVV.    |                                |           |                  | | |  |

Speelronde 7:
| vrijdag 18 september 2015, 20:00                                                                          | FC Dordrecht | 0-0 (0-0) | VVV-Venlo | Opstelling FC Dordrecht | Opstelling VVV-Venlo |  |
| Stadion: Riwal Hoogwerkers Stadion, Dordrecht Toeschouwers: 2.339 Arbiter: Manschot                       |              |           |           | Te Loeke, Gravenberch, De Greef, Steenvoorden, Aktaou, Fortes , Chacón, Van Wermeskerken, Janga 71' ( Arias), Lumu, Daniels RESERVEBANK: Leeuwenburgh, Boogers, Boers, Curiel, Pisas, Roorda | Deckers, Rutten 46' ( Haagen), Buwalda, Promes, Fleuren, Post , Opoku, Nijholt, Resida 74' 75' ( V. van Crooij), Seuntjens, Hunte RESERVEBANK: D. van Crooij, Donkers, Kruijsen, Gijzen, Bourdouxhe |  |
| Stadion: Riwal Hoogwerkers Stadion, Dordrecht Toeschouwers: 2.339 Arbiter: Manschot                       |              |           |           | Te Loeke, Gravenberch, De Greef, Steenvoorden, Aktaou, Fortes , Chacón, Van Wermeskerken, Janga 71' ( Arias), Lumu, Daniels RESERVEBANK: Leeuwenburgh, Boogers, Boers, Curiel, Pisas, Roorda | Deckers, Rutten 46' ( Haagen), Buwalda, Promes, Fleuren, Post , Opoku, Nijholt, Resida 74' 75' ( V. van Crooij), Seuntjens, Hunte RESERVEBANK: D. van Crooij, Donkers, Kruijsen, Gijzen, Bourdouxhe |  |
| Stadion: Riwal Hoogwerkers Stadion, Dordrecht Toeschouwers: 2.339 Arbiter: Manschot                       |              |           |           | Te Loeke, Gravenberch, De Greef, Steenvoorden, Aktaou, Fortes , Chacón, Van Wermeskerken, Janga 71' ( Arias), Lumu, Daniels RESERVEBANK: Leeuwenburgh, Boogers, Boers, Curiel, Pisas, Roorda | Deckers, Rutten 46' ( Haagen), Buwalda, Promes, Fleuren, Post , Opoku, Nijholt, Resida 74' 75' ( V. van Crooij), Seuntjens, Hunte RESERVEBANK: D. van Crooij, Donkers, Kruijsen, Gijzen, Bourdouxhe |  |
| Bijz.: Eerste wedstrijd waarin VVV geen tegentreffer incasseert. Eerste wedstrijd waarin VVV niet scoort. |              |           |           | | |  |

Speelronde 8:
| zondag 27 september 2015, 14:30                                        | VVV-Venlo                                                       | 4-1 (0-1) | Helmond Sport | Opstelling VVV-Venlo | Opstelling Helmond Sport |  |
| Stadion: Stadion De Koel, Venlo Toeschouwers: 3.800 Arbiter: Dieperink | 57' Resida 60' V. van Crooij 63' (pen.) Seuntjens 83' Seuntjens |           | 13' De Reuver | Deckers, Donkers 26' 46' ( Hunte), Buwalda, Promes, Fleuren, Post , Opoku, Nijholt, Resida, Seuntjens 38' 88' ( Bourdouxhe), V. van Crooij 37' 87' ( Sevinç) RESERVEBANK: D. van Crooij, Kruijsen, Gijzen, Korkmaz | Van der Steen, Markiet, Bjelica 68' ( Fecunda), Warmolts, Justiana 37', Edwards 63', Van de Sande, Visser 87', Vicento, De Reuver 84' ( Koot), Kerk 72' ( Van Nuland) RESERVEBANK: Watt, Schilders, Strijbosch, Van de Kerkhof |  |
| Stadion: Stadion De Koel, Venlo Toeschouwers: 3.800 Arbiter: Dieperink |                                                                 |           |               | Deckers, Donkers 26' 46' ( Hunte), Buwalda, Promes, Fleuren, Post , Opoku, Nijholt, Resida, Seuntjens 38' 88' ( Bourdouxhe), V. van Crooij 37' 87' ( Sevinç) RESERVEBANK: D. van Crooij, Kruijsen, Gijzen, Korkmaz | Van der Steen, Markiet, Bjelica 68' ( Fecunda), Warmolts, Justiana 37', Edwards 63', Van de Sande, Visser 87', Vicento, De Reuver 84' ( Koot), Kerk 72' ( Van Nuland) RESERVEBANK: Watt, Schilders, Strijbosch, Van de Kerkhof |  |
| Stadion: Stadion De Koel, Venlo Toeschouwers: 3.800 Arbiter: Dieperink |                                                                 |           |               | Deckers, Donkers 26' 46' ( Hunte), Buwalda, Promes, Fleuren, Post , Opoku, Nijholt, Resida, Seuntjens 38' 88' ( Bourdouxhe), V. van Crooij 37' 87' ( Sevinç) RESERVEBANK: D. van Crooij, Kruijsen, Gijzen, Korkmaz | Van der Steen, Markiet, Bjelica 68' ( Fecunda), Warmolts, Justiana 37', Edwards 63', Van de Sande, Visser 87', Vicento, De Reuver 84' ( Koot), Kerk 72' ( Van Nuland) RESERVEBANK: Watt, Schilders, Strijbosch, Van de Kerkhof |  |
| Bijz.: Haagen geschorst na rode kaart in bekertoernooi.                |                                                                 |           |               | | |  |

Speelronde 9:
| vrijdag 2 oktober 2015, 20:00                                         | NAC Breda | 0-1 (0-1) | VVV-Venlo                          | Opstelling NAC Breda | Opstelling VVV-Venlo |  |
| Stadion: Rat Verlegh Stadion, Breda Toeschouwers: 12.940 Arbiter: Bax |           |           | 14' Seuntjens 89' (pen.) Seuntjens | Ten Rouwelaar, Stam, Pedro , Van der Weg, Gorter 80' ( Robinson), De Kamps 29' 46' ( Brands), Matić, Naah, Verbeek 46' ( Hooi), Ars, Seuntjens RESERVEBANK: Noppert, Mulder, Borahsasar, Lazić | Deckers, Buwalda, Haagen 17', Promes, Fleuren, Post , Opoku, Nijholt, Resida 73' ( Hunte), Seuntjens 67', V. van Crooij 87' RESERVEBANK: D. van Crooij, Sevinç, Donkers, Kruijsen, Gijzen, Bourdouxhe |  |
| Stadion: Rat Verlegh Stadion, Breda Toeschouwers: 12.940 Arbiter: Bax |           |           |                                    | Ten Rouwelaar, Stam, Pedro , Van der Weg, Gorter 80' ( Robinson), De Kamps 29' 46' ( Brands), Matić, Naah, Verbeek 46' ( Hooi), Ars, Seuntjens RESERVEBANK: Noppert, Mulder, Borahsasar, Lazić | Deckers, Buwalda, Haagen 17', Promes, Fleuren, Post , Opoku, Nijholt, Resida 73' ( Hunte), Seuntjens 67', V. van Crooij 87' RESERVEBANK: D. van Crooij, Sevinç, Donkers, Kruijsen, Gijzen, Bourdouxhe |  |
| Stadion: Rat Verlegh Stadion, Breda Toeschouwers: 12.940 Arbiter: Bax |           |           |                                    | Ten Rouwelaar, Stam, Pedro , Van der Weg, Gorter 80' ( Robinson), De Kamps 29' 46' ( Brands), Matić, Naah, Verbeek 46' ( Hooi), Ars, Seuntjens RESERVEBANK: Noppert, Mulder, Borahsasar, Lazić | Deckers, Buwalda, Haagen 17', Promes, Fleuren, Post , Opoku, Nijholt, Resida 73' ( Hunte), Seuntjens 67', V. van Crooij 87' RESERVEBANK: D. van Crooij, Sevinç, Donkers, Kruijsen, Gijzen, Bourdouxhe |  |
|                                                                       |           |           |                                    | | |  |

Speelronde 10:
| vrijdag 16 oktober 2015, 20:00                                               | VVV-Venlo   | 1-2 (0-1) | Telstar                   | Opstelling VVV-Venlo | Opstelling Telstar |  |
| Stadion: Stadion De Koel, Venlo Toeschouwers: 3.300 Arbiter: Van den Kerkhof | 66' Nijholt |           | 17' Maletić 67' Serrarens | Deckers, Buwalda, Haagen 46' ( Rutten), Promes 76' ( Hunte), Fleuren 19', Post 30', Opoku, Nijholt 87', Resida, Seuntjens, V. van Crooij RESERVEBANK: D. van Crooij, Sevinç, Kruijsen, Gijzen, Bourdouxhe | Zonneveld, Van Berkel, Van den Houten, Korpershoek , Tutuarima, Van Essen, Keurntjes 67' ( Schet), Knol, Serrarens, Maletić, Tissoudali RESERVEBANK: Varkevisser, Ottenhoff, Uiterloo, Noordhoff, Mijnders, Abdulahi |  |
| Stadion: Stadion De Koel, Venlo Toeschouwers: 3.300 Arbiter: Van den Kerkhof |             |           |                           | Deckers, Buwalda, Haagen 46' ( Rutten), Promes 76' ( Hunte), Fleuren 19', Post 30', Opoku, Nijholt 87', Resida, Seuntjens, V. van Crooij RESERVEBANK: D. van Crooij, Sevinç, Kruijsen, Gijzen, Bourdouxhe | Zonneveld, Van Berkel, Van den Houten, Korpershoek , Tutuarima, Van Essen, Keurntjes 67' ( Schet), Knol, Serrarens, Maletić, Tissoudali RESERVEBANK: Varkevisser, Ottenhoff, Uiterloo, Noordhoff, Mijnders, Abdulahi |  |
| Stadion: Stadion De Koel, Venlo Toeschouwers: 3.300 Arbiter: Van den Kerkhof |             |           |                           | Deckers, Buwalda, Haagen 46' ( Rutten), Promes 76' ( Hunte), Fleuren 19', Post 30', Opoku, Nijholt 87', Resida, Seuntjens, V. van Crooij RESERVEBANK: D. van Crooij, Sevinç, Kruijsen, Gijzen, Bourdouxhe | Zonneveld, Van Berkel, Van den Houten, Korpershoek , Tutuarima, Van Essen, Keurntjes 67' ( Schet), Knol, Serrarens, Maletić, Tissoudali RESERVEBANK: Varkevisser, Ottenhoff, Uiterloo, Noordhoff, Mijnders, Abdulahi |  |
|                                                                              |             |           |                           | | |  |

Speelronde 11:
| vrijdag 23 oktober 2015, 20:00                                                  | FC Den Bosch | 0-1 (0-1) | VVV-Venlo    | Opstelling FC Den Bosch | Opstelling VVV-Venlo |  |
| Stadion: Stadion De Vliert, 's-Hertogenbosch Toeschouwers: 3.504 Arbiter: Kooij |              |           | 2' Seuntjens | Heemskerk, Disveld 38' 84' ( Thomassen), Hofstede, Maatsen, Van der Winden, Belterman, Boddaert , Havar 73' ( Smeekes), Slivka, Esajas 66' ( Pozder), Zeldenrust RESERVEBANK: Van der Meer, Verlaan, Moghal, Statie | Deckers, Rutten, Buwalda, Promes, Fleuren, Post 77', Opoku, Nijholt 87' 88' ( Haagen), Resida 81' ( Hunte), Seuntjens, V. van Crooij RESERVEBANK: D. van Crooij, Sevinç, Kruijsen, Gijzen, Bourdouxhe |  |
| Stadion: Stadion De Vliert, 's-Hertogenbosch Toeschouwers: 3.504 Arbiter: Kooij |              |           |              | Heemskerk, Disveld 38' 84' ( Thomassen), Hofstede, Maatsen, Van der Winden, Belterman, Boddaert , Havar 73' ( Smeekes), Slivka, Esajas 66' ( Pozder), Zeldenrust RESERVEBANK: Van der Meer, Verlaan, Moghal, Statie | Deckers, Rutten, Buwalda, Promes, Fleuren, Post 77', Opoku, Nijholt 87' 88' ( Haagen), Resida 81' ( Hunte), Seuntjens, V. van Crooij RESERVEBANK: D. van Crooij, Sevinç, Kruijsen, Gijzen, Bourdouxhe |  |
| Stadion: Stadion De Vliert, 's-Hertogenbosch Toeschouwers: 3.504 Arbiter: Kooij |              |           |              | Heemskerk, Disveld 38' 84' ( Thomassen), Hofstede, Maatsen, Van der Winden, Belterman, Boddaert , Havar 73' ( Smeekes), Slivka, Esajas 66' ( Pozder), Zeldenrust RESERVEBANK: Van der Meer, Verlaan, Moghal, Statie | Deckers, Rutten, Buwalda, Promes, Fleuren, Post 77', Opoku, Nijholt 87' 88' ( Haagen), Resida 81' ( Hunte), Seuntjens, V. van Crooij RESERVEBANK: D. van Crooij, Sevinç, Kruijsen, Gijzen, Bourdouxhe |  |
|                                                                                 |              |           |              | | |  |

Speelronde 12:
| vrijdag 30 oktober 2015, 20:00                                    | VVV-Venlo                             | 3-0 (3-0) | Jong Ajax | Opstelling VVV-Venlo | Opstelling Jong Ajax |  |
| Stadion: Stadion De Koel, Venlo Toeschouwers: 5.803 Arbiter: Otto | 23' Seuntjens 25' Seuntjens 41' Opoku |           |           | Deckers, Rutten, Buwalda, Promes, Fleuren, Post 85' ( Sevinç), Opoku, Nijholt 78' ( Kruijsen), Resida 67' ( Hunte), Seuntjens, V. van Crooij RESERVEBANK: D. van Crooij, Gijzen, Bourdouxhe, Haagen | Groothuizen, Owusu 63' ( Lartey-Sanniez), Mirani, Warmerdam , Dankerlui 69', Clement 67' ( El Mahdioui), Van de Beek, Nouri, Murić, Hendriks, Acolatse 81' ( El Azzouzi) RESERVEBANK: Van Bladeren, Vissie |  |
| Stadion: Stadion De Koel, Venlo Toeschouwers: 5.803 Arbiter: Otto |                                       |           |           | Deckers, Rutten, Buwalda, Promes, Fleuren, Post 85' ( Sevinç), Opoku, Nijholt 78' ( Kruijsen), Resida 67' ( Hunte), Seuntjens, V. van Crooij RESERVEBANK: D. van Crooij, Gijzen, Bourdouxhe, Haagen | Groothuizen, Owusu 63' ( Lartey-Sanniez), Mirani, Warmerdam , Dankerlui 69', Clement 67' ( El Mahdioui), Van de Beek, Nouri, Murić, Hendriks, Acolatse 81' ( El Azzouzi) RESERVEBANK: Van Bladeren, Vissie |  |
| Stadion: Stadion De Koel, Venlo Toeschouwers: 5.803 Arbiter: Otto |                                       |           |           | Deckers, Rutten, Buwalda, Promes, Fleuren, Post 85' ( Sevinç), Opoku, Nijholt 78' ( Kruijsen), Resida 67' ( Hunte), Seuntjens, V. van Crooij RESERVEBANK: D. van Crooij, Gijzen, Bourdouxhe, Haagen | Groothuizen, Owusu 63' ( Lartey-Sanniez), Mirani, Warmerdam , Dankerlui 69', Clement 67' ( El Mahdioui), Van de Beek, Nouri, Murić, Hendriks, Acolatse 81' ( El Azzouzi) RESERVEBANK: Van Bladeren, Vissie |  |
|                                                                   |                                       |           |           | | |  |

Speelronde 13:
| vrijdag 6 november 2015, 20:00                                                   | RKC Waalwijk               | 2-1 (1-1) | VVV-Venlo            | Opstelling RKC Waalwijk | Opstelling VVV-Venlo |  |
| Stadion: Mandemakers Stadion, Waalwijk Toeschouwers: 2.200 Arbiter: Van de Graaf | 42' Yıldırım 55' Verkoelen |           | 34' (e.d.) Verkoelen | Vos, Ndefe, Van Weert, Verkoelen, Engberink 77', Nieuwendaal , Yıldırım 74' ( Najah), Rienstra, Valpoort, Van Sonsbeek, Cicilia RESERVEBANK: Vaessen, Coster, Van Arnhem, Kindermans, Bajić, Seedorf | Deckers, Rutten, Buwalda, Promes 83', Fleuren 80' ( Hunte), Post , Opoku, Nijholt, Resida 58' ( Bourdouxhe), Seuntjens, V. van Crooij RESERVEBANK: D. van Crooij, Sevinç, Kruijsen, Gijzen, Haagen |  |
| Stadion: Mandemakers Stadion, Waalwijk Toeschouwers: 2.200 Arbiter: Van de Graaf |                            |           |                      | Vos, Ndefe, Van Weert, Verkoelen, Engberink 77', Nieuwendaal , Yıldırım 74' ( Najah), Rienstra, Valpoort, Van Sonsbeek, Cicilia RESERVEBANK: Vaessen, Coster, Van Arnhem, Kindermans, Bajić, Seedorf | Deckers, Rutten, Buwalda, Promes 83', Fleuren 80' ( Hunte), Post , Opoku, Nijholt, Resida 58' ( Bourdouxhe), Seuntjens, V. van Crooij RESERVEBANK: D. van Crooij, Sevinç, Kruijsen, Gijzen, Haagen |  |
| Stadion: Mandemakers Stadion, Waalwijk Toeschouwers: 2.200 Arbiter: Van de Graaf |                            |           |                      | Vos, Ndefe, Van Weert, Verkoelen, Engberink 77', Nieuwendaal , Yıldırım 74' ( Najah), Rienstra, Valpoort, Van Sonsbeek, Cicilia RESERVEBANK: Vaessen, Coster, Van Arnhem, Kindermans, Bajić, Seedorf | Deckers, Rutten, Buwalda, Promes 83', Fleuren 80' ( Hunte), Post , Opoku, Nijholt, Resida 58' ( Bourdouxhe), Seuntjens, V. van Crooij RESERVEBANK: D. van Crooij, Sevinç, Kruijsen, Gijzen, Haagen |  |
| Bijz.: Eerste uitnederlaag.                                                      |                            |           |                      | | |  |

Speelronde 14:
| vrijdag 20 november 2015, 20:00                                             | VVV-Venlo         | 1-0 (0-0) | FC Eindhoven | Opstelling VVV-Venlo | Opstelling FC Eindhoven |  |
| Stadion: Stadion De Koel, Venlo Toeschouwers: 3.601 Arbiter: Van den Heuvel | 67' (e.d.) Massop |           |              | Deckers, Rutten, Buwalda, Promes 23', Fleuren 82', Post , Opoku, Nijholt 90' ( Kruijsen), Resida 87' ( Haagen), Seuntjens, V. van Crooij RESERVEBANK: D. van Crooij, Sevinç, Gijzen, Bourdouxhe, Hunte | Swinkels, Horsten, De Wilde, Van den Buijs, Massop , Van Imschoot 79' ( Koç), Deschilder, Swinnen 22', Caenepeel, Boere 68' ( Van den Hurk), Vandeputte 86' ( Mandiangu) RESERVEBANK: Kramer, Rossen, Verstraaten, Dos Santos |  |
| Stadion: Stadion De Koel, Venlo Toeschouwers: 3.601 Arbiter: Van den Heuvel |                   |           |              | Deckers, Rutten, Buwalda, Promes 23', Fleuren 82', Post , Opoku, Nijholt 90' ( Kruijsen), Resida 87' ( Haagen), Seuntjens, V. van Crooij RESERVEBANK: D. van Crooij, Sevinç, Gijzen, Bourdouxhe, Hunte | Swinkels, Horsten, De Wilde, Van den Buijs, Massop , Van Imschoot 79' ( Koç), Deschilder, Swinnen 22', Caenepeel, Boere 68' ( Van den Hurk), Vandeputte 86' ( Mandiangu) RESERVEBANK: Kramer, Rossen, Verstraaten, Dos Santos |  |
| Stadion: Stadion De Koel, Venlo Toeschouwers: 3.601 Arbiter: Van den Heuvel |                   |           |              | Deckers, Rutten, Buwalda, Promes 23', Fleuren 82', Post , Opoku, Nijholt 90' ( Kruijsen), Resida 87' ( Haagen), Seuntjens, V. van Crooij RESERVEBANK: D. van Crooij, Sevinç, Gijzen, Bourdouxhe, Hunte | Swinkels, Horsten, De Wilde, Van den Buijs, Massop , Van Imschoot 79' ( Koç), Deschilder, Swinnen 22', Caenepeel, Boere 68' ( Van den Hurk), Vandeputte 86' ( Mandiangu) RESERVEBANK: Kramer, Rossen, Verstraaten, Dos Santos |  |
|                                                                             |                   |           |              | | |  |

Speelronde 15:
| vrijdag 27 november 2015, 20:00                                       | VVV-Venlo                                         | 3-0 (0-0) | MVV | Opstelling VVV-Venlo | Opstelling MVV |  |
| Stadion: Stadion De Koel, Venlo Toeschouwers: 4.300 Arbiter: Lindhout | 48' V. van Crooij 58' Seuntjens 74' V. van Crooij |           |     | Deckers, Rutten, Buwalda, Promes, Fleuren 84' ( Bourdouxhe), Post 82' ( Sevinç), Opoku, Nijholt 66' ( Kruijsen), Resida, Seuntjens, V. van Crooij RESERVEBANK: D. van Crooij, Haagen, Gijzen, Hunte | Coppens, Moustafa, Knops, Pereira 60' ( Shermaine Martina), Labylle, Nys, Peeters , Ippel 75' ( Güvenç), Croux, Santi 60' ( Verheydt), Polizzi RESERVEBANK: Branderhorst, Shermar Martina, Baur, Rajcomar |  |
| Stadion: Stadion De Koel, Venlo Toeschouwers: 4.300 Arbiter: Lindhout |                                                   |           |     | Deckers, Rutten, Buwalda, Promes, Fleuren 84' ( Bourdouxhe), Post 82' ( Sevinç), Opoku, Nijholt 66' ( Kruijsen), Resida, Seuntjens, V. van Crooij RESERVEBANK: D. van Crooij, Haagen, Gijzen, Hunte | Coppens, Moustafa, Knops, Pereira 60' ( Shermaine Martina), Labylle, Nys, Peeters , Ippel 75' ( Güvenç), Croux, Santi 60' ( Verheydt), Polizzi RESERVEBANK: Branderhorst, Shermar Martina, Baur, Rajcomar |  |
| Stadion: Stadion De Koel, Venlo Toeschouwers: 4.300 Arbiter: Lindhout |                                                   |           |     | Deckers, Rutten, Buwalda, Promes, Fleuren 84' ( Bourdouxhe), Post 82' ( Sevinç), Opoku, Nijholt 66' ( Kruijsen), Resida, Seuntjens, V. van Crooij RESERVEBANK: D. van Crooij, Haagen, Gijzen, Hunte | Coppens, Moustafa, Knops, Pereira 60' ( Shermaine Martina), Labylle, Nys, Peeters , Ippel 75' ( Güvenç), Croux, Santi 60' ( Verheydt), Polizzi RESERVEBANK: Branderhorst, Shermar Martina, Baur, Rajcomar |  |
|                                                                       |                                                   |           |     | | |  |

Speelronde 16:

maandag 30 november 2015: VVV-Venlo vrij
Speelronde 17:
| vrijdag 4 december 2015, 20:00                                             | Fortuna Sittard | 0-5 (0-3) | VVV-Venlo                                                                           | Opstelling Fortuna Sittard | Opstelling VVV-Venlo |  |
| Stadion: Fortuna Sittard Stadion, Sittard Toeschouwers: 1.892 Arbiter: Bax |                 |           | 5' (e.d.) Dengering 8' V. van Crooij 45' Nijholt 72' (pen.) Seuntjens 89' Seuntjens | Kaya, Dengering 46' ( Roumen), De Regt 5', R. Janssen 71', Schroyen, Loen 43' 61' ( Vlijter), Saddiki, Mares, Mert, Lekesiz 79' ( Vankan), Hutten RESERVEBANK: Daniëls, De Moor, De Man, Ospitalieri | Deckers, Rutten, Buwalda 84', Promes 16' 84' ( Bourdouxhe), Fleuren, Post 75' ( Kruijsen), Opoku, Nijholt, Resida 74' ( Hunte), Seuntjens 49', V. van Crooij RESERVEBANK: D. van Crooij, Haagen, Sevinç, Gijzen |  |
| Stadion: Fortuna Sittard Stadion, Sittard Toeschouwers: 1.892 Arbiter: Bax |                 |           |                                                                                     | Kaya, Dengering 46' ( Roumen), De Regt 5', R. Janssen 71', Schroyen, Loen 43' 61' ( Vlijter), Saddiki, Mares, Mert, Lekesiz 79' ( Vankan), Hutten RESERVEBANK: Daniëls, De Moor, De Man, Ospitalieri | Deckers, Rutten, Buwalda 84', Promes 16' 84' ( Bourdouxhe), Fleuren, Post 75' ( Kruijsen), Opoku, Nijholt, Resida 74' ( Hunte), Seuntjens 49', V. van Crooij RESERVEBANK: D. van Crooij, Haagen, Sevinç, Gijzen |  |
| Stadion: Fortuna Sittard Stadion, Sittard Toeschouwers: 1.892 Arbiter: Bax |                 |           |                                                                                     | Kaya, Dengering 46' ( Roumen), De Regt 5', R. Janssen 71', Schroyen, Loen 43' 61' ( Vlijter), Saddiki, Mares, Mert, Lekesiz 79' ( Vankan), Hutten RESERVEBANK: Daniëls, De Moor, De Man, Ospitalieri | Deckers, Rutten, Buwalda 84', Promes 16' 84' ( Bourdouxhe), Fleuren, Post 75' ( Kruijsen), Opoku, Nijholt, Resida 74' ( Hunte), Seuntjens 49', V. van Crooij RESERVEBANK: D. van Crooij, Haagen, Sevinç, Gijzen |  |
|                                                                            |                 |           |                                                                                     | | |  |

Speelronde 18:
| vrijdag 11 december 2015, 20:00                                        | VVV-Venlo                          | 3-0 (2-0) | Achilles '29 | Opstelling VVV-Venlo | Opstelling Achilles '29 |  |
| Stadion: Stadion De Koel, Venlo Toeschouwers: 3.402 Arbiter: Dieperink | 34' Seuntjens 38' Resida 90' Hunte |           |              | Deckers, Rutten 28', Buwalda, Promes, Fleuren, Post , Opoku, Nijholt 90' ( Kruijsen), Resida 74' ( Hunte), Seuntjens, V. van Crooij 82' ( Bourdouxhe) RESERVEBANK: D. van Crooij, Haagen, Gijzen, Sevinç | Ter Wielen, Beijer, Zeller 71' 76' ( Witteveen), Van Steen, Raja Boean, Van Straaten, Van Riel 63' ( Dekkers), Van de Beek, Sürmeli 72', Hendriks , Thoone 69' ( Popalzay) RESERVEBANK: Van Beers, Van Kerkhof, Peperkamp, Deckers |  |
| Stadion: Stadion De Koel, Venlo Toeschouwers: 3.402 Arbiter: Dieperink |                                    |           |              | Deckers, Rutten 28', Buwalda, Promes, Fleuren, Post , Opoku, Nijholt 90' ( Kruijsen), Resida 74' ( Hunte), Seuntjens, V. van Crooij 82' ( Bourdouxhe) RESERVEBANK: D. van Crooij, Haagen, Gijzen, Sevinç | Ter Wielen, Beijer, Zeller 71' 76' ( Witteveen), Van Steen, Raja Boean, Van Straaten, Van Riel 63' ( Dekkers), Van de Beek, Sürmeli 72', Hendriks , Thoone 69' ( Popalzay) RESERVEBANK: Van Beers, Van Kerkhof, Peperkamp, Deckers |  |
| Stadion: Stadion De Koel, Venlo Toeschouwers: 3.402 Arbiter: Dieperink |                                    |           |              | Deckers, Rutten 28', Buwalda, Promes, Fleuren, Post , Opoku, Nijholt 90' ( Kruijsen), Resida 74' ( Hunte), Seuntjens, V. van Crooij 82' ( Bourdouxhe) RESERVEBANK: D. van Crooij, Haagen, Gijzen, Sevinç | Ter Wielen, Beijer, Zeller 71' 76' ( Witteveen), Van Steen, Raja Boean, Van Straaten, Van Riel 63' ( Dekkers), Van de Beek, Sürmeli 72', Hendriks , Thoone 69' ( Popalzay) RESERVEBANK: Van Beers, Van Kerkhof, Peperkamp, Deckers |  |
|                                                                        |                                    |           |              | | |  |

Speelronde 19:
| vrijdag 18 december 2015, 20:00                                                                 | FC Emmen   | 1-4 (1-1) | VVV-Venlo                                             | Opstelling FC Emmen | Opstelling VVV-Venlo |  |
| Stadion: De JENS Vesting, Emmen Toeschouwers: 3.156 Arbiter: Pérez                              | 42' Kolder |           | 2' Seuntjens 69' Opoku 80' Hunte 90' (pen.) Seuntjens | Telgenkamp, Kwee 30', Siekman 39', 57', Jallo, Van Deelen, Rozema , Mannes, Streutker 81' ( Hagenauw), Kolder 61' ( De Groot), Ten Voorde 84' ( Mulder), Danso RESERVEBANK: Elmali, Bouws, Barić, Reinders | Deckers, Rutten, Buwalda, Promes, Fleuren 65' ( Bourdouxhe), Post , Opoku, Nijholt 85' ( Kruijsen), Resida 40' 72' ( Hunte), Seuntjens, V. van Crooij RESERVEBANK: D. van Crooij, Haagen, Sevinç, Gijzen |  |
| Stadion: De JENS Vesting, Emmen Toeschouwers: 3.156 Arbiter: Pérez                              |            |           |                                                       | Telgenkamp, Kwee 30', Siekman 39', 57', Jallo, Van Deelen, Rozema , Mannes, Streutker 81' ( Hagenauw), Kolder 61' ( De Groot), Ten Voorde 84' ( Mulder), Danso RESERVEBANK: Elmali, Bouws, Barić, Reinders | Deckers, Rutten, Buwalda, Promes, Fleuren 65' ( Bourdouxhe), Post , Opoku, Nijholt 85' ( Kruijsen), Resida 40' 72' ( Hunte), Seuntjens, V. van Crooij RESERVEBANK: D. van Crooij, Haagen, Sevinç, Gijzen |  |
| Stadion: De JENS Vesting, Emmen Toeschouwers: 3.156 Arbiter: Pérez                              |            |           |                                                       | Telgenkamp, Kwee 30', Siekman 39', 57', Jallo, Van Deelen, Rozema , Mannes, Streutker 81' ( Hagenauw), Kolder 61' ( De Groot), Ten Voorde 84' ( Mulder), Danso RESERVEBANK: Elmali, Bouws, Barić, Reinders | Deckers, Rutten, Buwalda, Promes, Fleuren 65' ( Bourdouxhe), Post , Opoku, Nijholt 85' ( Kruijsen), Resida 40' 72' ( Hunte), Seuntjens, V. van Crooij RESERVEBANK: D. van Crooij, Haagen, Sevinç, Gijzen |  |
| Bijz.: 200e competitiewedstrijd Ralf Seuntjens. Laatste competitiewedstrijd voor de winterstop. |            |           |                                                       | | |  |

Speelronde 20:
| vrijdag 15 januari 2016, 20:00                                                          | VVV-Venlo                                                        | 4-0 (4-0) | Almere City FC | Opstelling VVV-Venlo | Opstelling Almere City FC |  |
| Stadion: Stadion De Koel, Venlo Toeschouwers: 3.509 Arbiter: Bax                        | 8' Hunte 15' Seuntjens 21' (pen.) Seuntjens 26' (pen.) Seuntjens |           |                | Deckers 72' ( D. van Crooij), Rutten, Buwalda, Promes, Fleuren, Post 32' 46' ( Kruijsen), Opoku, Nijholt 79' ( Sevinç), Resida, Seuntjens, Hunte RESERVEBANK: Haagen, Bourdouxhe, V. van Crooij, Gijzen | Etemadi, Brent 6', Ramsteijn 20', Nieuwpoort, Quasten, Rosario 45', Oost 46' ( Ahannach), Salasiwa 25', Boldewijn, Van Amersfoort, Waalkens 30' ( Metalsi) RESERVEBANK: Pistoor, Burgzorg, Kip, Tadmine, Junte |  |
| Stadion: Stadion De Koel, Venlo Toeschouwers: 3.509 Arbiter: Bax                        |                                                                  |           |                | Deckers 72' ( D. van Crooij), Rutten, Buwalda, Promes, Fleuren, Post 32' 46' ( Kruijsen), Opoku, Nijholt 79' ( Sevinç), Resida, Seuntjens, Hunte RESERVEBANK: Haagen, Bourdouxhe, V. van Crooij, Gijzen | Etemadi, Brent 6', Ramsteijn 20', Nieuwpoort, Quasten, Rosario 45', Oost 46' ( Ahannach), Salasiwa 25', Boldewijn, Van Amersfoort, Waalkens 30' ( Metalsi) RESERVEBANK: Pistoor, Burgzorg, Kip, Tadmine, Junte |  |
| Stadion: Stadion De Koel, Venlo Toeschouwers: 3.509 Arbiter: Bax                        |                                                                  |           |                | Deckers 72' ( D. van Crooij), Rutten, Buwalda, Promes, Fleuren, Post 32' 46' ( Kruijsen), Opoku, Nijholt 79' ( Sevinç), Resida, Seuntjens, Hunte RESERVEBANK: Haagen, Bourdouxhe, V. van Crooij, Gijzen | Etemadi, Brent 6', Ramsteijn 20', Nieuwpoort, Quasten, Rosario 45', Oost 46' ( Ahannach), Salasiwa 25', Boldewijn, Van Amersfoort, Waalkens 30' ( Metalsi) RESERVEBANK: Pistoor, Burgzorg, Kip, Tadmine, Junte |  |
| Bijz.: Eerste competitiewedstrijd na de winterstop. Competitiedebuut Delano van Crooij. |                                                                  |           |                | | |  |

Speelronde 21:
| maandag 18 januari 2016, 20:00                                                             | FC Oss                       | 2-1 (0-0) | VVV-Venlo | Opstelling FC Oss | Opstelling VVV-Venlo |  |
| Stadion: Frans Heesen Stadion, Oss Toeschouwers: 1.503 Arbiter: Kooij                      | 50' Kamaçi 88' Van der Venne |           | 75' Hunte | Mous, Jansen , Ket 79', Balk, Kok 67', Stuy van den Herik, Kamaçi, Janssen 65', Bakx 90' ( Pusters), Zschusschen, Van der Venne 88' ( Roshanali) RESERVEBANK: Hengelman, De Vogel, Van der Sluys, Vierwind, Van Eijma | Deckers, Rutten, Buwalda, Promes , Fleuren 71' ( Bourdouxhe), Kruijsen, Opoku, Nijholt 45', Resida 71' ( V. van Crooij), Seuntjens, Hunte RESERVEBANK: D. van Crooij, Haagen, Sevinç, Gijzen, Donkers |  |
| Stadion: Frans Heesen Stadion, Oss Toeschouwers: 1.503 Arbiter: Kooij                      |                              |           |           | Mous, Jansen , Ket 79', Balk, Kok 67', Stuy van den Herik, Kamaçi, Janssen 65', Bakx 90' ( Pusters), Zschusschen, Van der Venne 88' ( Roshanali) RESERVEBANK: Hengelman, De Vogel, Van der Sluys, Vierwind, Van Eijma | Deckers, Rutten, Buwalda, Promes , Fleuren 71' ( Bourdouxhe), Kruijsen, Opoku, Nijholt 45', Resida 71' ( V. van Crooij), Seuntjens, Hunte RESERVEBANK: D. van Crooij, Haagen, Sevinç, Gijzen, Donkers |  |
| Stadion: Frans Heesen Stadion, Oss Toeschouwers: 1.503 Arbiter: Kooij                      |                              |           |           | Mous, Jansen , Ket 79', Balk, Kok 67', Stuy van den Herik, Kamaçi, Janssen 65', Bakx 90' ( Pusters), Zschusschen, Van der Venne 88' ( Roshanali) RESERVEBANK: Hengelman, De Vogel, Van der Sluys, Vierwind, Van Eijma | Deckers, Rutten, Buwalda, Promes , Fleuren 71' ( Bourdouxhe), Kruijsen, Opoku, Nijholt 45', Resida 71' ( V. van Crooij), Seuntjens, Hunte RESERVEBANK: D. van Crooij, Haagen, Sevinç, Gijzen, Donkers |  |
| Bijz.: Post geschorst vanwege 5e gele kaart. 100e officiële wedstrijd Kruijsen namens VVV. |                              |           |           | | |  |

Speelronde 22:
| vrijdag 22 januari 2016, 20:00 | VVV-Venlo | 1-2 (0-1) | Jong PSV                     | Opstelling VVV-Venlo | Opstelling Jong PSV |  |
| Stadion: Stadion De Koel, Venlo Toeschouwers: 3.753 Arbiter: Van der Vrande                                                          | 52' Opoku |           | 9' Boljević 90' (pen.) Vloet | Deckers, Rutten, Buwalda, Promes, Fleuren 46' ( Bourdouxhe), Post 90', Opoku 90', 90', Kruijsen 90', Resida, Seuntjens, Hunte 76' ( V. van Crooij) RESERVEBANK: D. van Crooij, Donkers, Haagen, Sevinç, Gijzen | Pasveer, Van Vlerken, Koch 53', Alberto, Poulsen 46' ( Heesakkers), Leemans , Vloet, Paal 85', Lundqvist, Bergwijn 61' ( Scamacca), Boljević 74' ( Beto da Silva) RESERVEBANK: Bertrams, Loof, Hermannsson, O. Rommens |  |
| Stadion: Stadion De Koel, Venlo Toeschouwers: 3.753 Arbiter: Van der Vrande                                                          |           |           |                              | Deckers, Rutten, Buwalda, Promes, Fleuren 46' ( Bourdouxhe), Post 90', Opoku 90', 90', Kruijsen 90', Resida, Seuntjens, Hunte 76' ( V. van Crooij) RESERVEBANK: D. van Crooij, Donkers, Haagen, Sevinç, Gijzen | Pasveer, Van Vlerken, Koch 53', Alberto, Poulsen 46' ( Heesakkers), Leemans , Vloet, Paal 85', Lundqvist, Bergwijn 61' ( Scamacca), Boljević 74' ( Beto da Silva) RESERVEBANK: Bertrams, Loof, Hermannsson, O. Rommens |  |
| Stadion: Stadion De Koel, Venlo Toeschouwers: 3.753 Arbiter: Van der Vrande                                                          |           |           |                              | Deckers, Rutten, Buwalda, Promes, Fleuren 46' ( Bourdouxhe), Post 90', Opoku 90', 90', Kruijsen 90', Resida, Seuntjens, Hunte 76' ( V. van Crooij) RESERVEBANK: D. van Crooij, Donkers, Haagen, Sevinç, Gijzen | Pasveer, Van Vlerken, Koch 53', Alberto, Poulsen 46' ( Heesakkers), Leemans , Vloet, Paal 85', Lundqvist, Bergwijn 61' ( Scamacca), Boljević 74' ( Beto da Silva) RESERVEBANK: Bertrams, Loof, Hermannsson, O. Rommens |  |
| Bijz.: Nijholt geschorst vanwege 5e gele kaart. Scheidrechter Van der Vrande vergeet na 2e gele kaart Opoku een rode kaart te geven. |           |           |                              | | |  |

Speelronde 23:
| vrijdag 29 januari 2016, 20:00 | VVV-Venlo                                 | 3-0 (1-0) | FC Volendam | Opstelling VVV-Venlo | Opstelling FC Volendam |  |
| Stadion: Stadion De Koel, Venlo Toeschouwers: 3.519 Arbiter: Kamphuis                                                                                                 | 33' Seuntjens 81' Seuntjens 90' Seuntjens |           |             | Deckers, Rutten 73', Buwalda, Promes, Fleuren, Post , Sevinç, Nijholt, Resida 62' ( Hunte), Seuntjens 90' ( Kruijsen), V. van Crooij 82' ( Lazić) RESERVEBANK: D. van Crooij, Haagen, Bourdouxhe, Gijzen | Verhoeven, Evers 51', Schilder , Luirink, Ababio 46' ( Klinkenberg), El Hamdi, Mertens, Vlak 75' ( Steltenpool), Van Son 46' ( Van Velzen 78'), Philips, Van Kippersluis RESERVEBANK: Van Stappershoef, Esseboom, D. Prijor, Tuyp |  |
| Stadion: Stadion De Koel, Venlo Toeschouwers: 3.519 Arbiter: Kamphuis                                                                                                 |                                           |           |             | Deckers, Rutten 73', Buwalda, Promes, Fleuren, Post , Sevinç, Nijholt, Resida 62' ( Hunte), Seuntjens 90' ( Kruijsen), V. van Crooij 82' ( Lazić) RESERVEBANK: D. van Crooij, Haagen, Bourdouxhe, Gijzen | Verhoeven, Evers 51', Schilder , Luirink, Ababio 46' ( Klinkenberg), El Hamdi, Mertens, Vlak 75' ( Steltenpool), Van Son 46' ( Van Velzen 78'), Philips, Van Kippersluis RESERVEBANK: Van Stappershoef, Esseboom, D. Prijor, Tuyp |  |
| Stadion: Stadion De Koel, Venlo Toeschouwers: 3.519 Arbiter: Kamphuis                                                                                                 |                                           |           |             | Deckers, Rutten 73', Buwalda, Promes, Fleuren, Post , Sevinç, Nijholt, Resida 62' ( Hunte), Seuntjens 90' ( Kruijsen), V. van Crooij 82' ( Lazić) RESERVEBANK: D. van Crooij, Haagen, Bourdouxhe, Gijzen | Verhoeven, Evers 51', Schilder , Luirink, Ababio 46' ( Klinkenberg), El Hamdi, Mertens, Vlak 75' ( Steltenpool), Van Son 46' ( Van Velzen 78'), Philips, Van Kippersluis RESERVEBANK: Van Stappershoef, Esseboom, D. Prijor, Tuyp |  |
| Bijz.: Opoku geschorst vanwege rode kaart. Trainer Steijn geschorst vanwege kritiek op arbiter, vervangen door Jay Driessen. Competitiedebuut Boban Lazić namens VVV. |                                           |           |             | | |  |

Speelronde 24:
| zondag 7 februari 2016, 14:30                                         | Sparta                            | 3-1 (1-1) | VVV-Venlo         | Opstelling Sparta | Opstelling VVV-Venlo |  |
| Stadion: Het Kasteel, Rotterdam Toeschouwers: 9.607 Arbiter: Manschot | 9' Verhaar 79' Sanusi 89' Verhaar |           | 26' V. van Crooij | Kortsmit, Dumfries, Breuer , Ketting 62', Dougall, Sanusi, Dijkstra 3', Van Moorsel 53', Verhaar, Bergkamp, Brogno 56' 82' ( Stokkers) RESERVEBANK: Kieboom, Floranus, Van Drongelen, Klaasen, Vissers, Mac-Donald | Deckers, Rutten, Buwalda 49', Haagen, Fleuren 82' ( Hunte), Post 77', Opoku, Nijholt 6', V. van Crooij, Seuntjens, Paulissen RESERVEBANK: D. van Crooij, Sevinç, Kruijsen, Bourdouxhe, Resida, Lazić |  |
| Stadion: Het Kasteel, Rotterdam Toeschouwers: 9.607 Arbiter: Manschot |                                   |           |                   | Kortsmit, Dumfries, Breuer , Ketting 62', Dougall, Sanusi, Dijkstra 3', Van Moorsel 53', Verhaar, Bergkamp, Brogno 56' 82' ( Stokkers) RESERVEBANK: Kieboom, Floranus, Van Drongelen, Klaasen, Vissers, Mac-Donald | Deckers, Rutten, Buwalda 49', Haagen, Fleuren 82' ( Hunte), Post 77', Opoku, Nijholt 6', V. van Crooij, Seuntjens, Paulissen RESERVEBANK: D. van Crooij, Sevinç, Kruijsen, Bourdouxhe, Resida, Lazić |  |
| Stadion: Het Kasteel, Rotterdam Toeschouwers: 9.607 Arbiter: Manschot |                                   |           |                   | Kortsmit, Dumfries, Breuer , Ketting 62', Dougall, Sanusi, Dijkstra 3', Van Moorsel 53', Verhaar, Bergkamp, Brogno 56' 82' ( Stokkers) RESERVEBANK: Kieboom, Floranus, Van Drongelen, Klaasen, Vissers, Mac-Donald | Deckers, Rutten, Buwalda 49', Haagen, Fleuren 82' ( Hunte), Post 77', Opoku, Nijholt 6', V. van Crooij, Seuntjens, Paulissen RESERVEBANK: D. van Crooij, Sevinç, Kruijsen, Bourdouxhe, Resida, Lazić |  |
| Bijz.: Competitiedebuut Mitchel Paulissen namens VVV.                 |                                   |           |                   | | |  |

Speelronde 25:
| vrijdag 12 februari 2016, 20:00                                                  | Go Ahead Eagles | 0-3 (0-1) | VVV-Venlo                                      | Opstelling Go Ahead Eagles | Opstelling VVV-Venlo |  |
| Stadion: De Adelaarshorst, Deventer Toeschouwers: 8.464 Arbiter: Van den Kerkhof |                 |           | 13' V. van Crooij 54' V. van Crooij 90' Resida | Zwarthoed, Van der Meer 24' 73' ( Teijsse), Vriends , Schenk, Džepar 46' ( Daemen), Duits 82', Sarota, Lambooij, Maatsen, De Kogel 57' ( Ten Den 69'), Van Ewijk RESERVEBANK: Cummins, Nieveld, Rijsdijk, Van Overbeek | Deckers, Rutten 45', Buwalda, Haagen, Fleuren, Post , Opoku, Nijholt, V. van Crooij 87' ( Hunte), Seuntjens, Paulissen 74' ( Resida) RESERVEBANK: D. van Crooij, Sevinç, Kruijsen, Bourdouxhe, Lazić |  |
| Stadion: De Adelaarshorst, Deventer Toeschouwers: 8.464 Arbiter: Van den Kerkhof |                 |           |                                                | Zwarthoed, Van der Meer 24' 73' ( Teijsse), Vriends , Schenk, Džepar 46' ( Daemen), Duits 82', Sarota, Lambooij, Maatsen, De Kogel 57' ( Ten Den 69'), Van Ewijk RESERVEBANK: Cummins, Nieveld, Rijsdijk, Van Overbeek | Deckers, Rutten 45', Buwalda, Haagen, Fleuren, Post , Opoku, Nijholt, V. van Crooij 87' ( Hunte), Seuntjens, Paulissen 74' ( Resida) RESERVEBANK: D. van Crooij, Sevinç, Kruijsen, Bourdouxhe, Lazić |  |
| Stadion: De Adelaarshorst, Deventer Toeschouwers: 8.464 Arbiter: Van den Kerkhof |                 |           |                                                | Zwarthoed, Van der Meer 24' 73' ( Teijsse), Vriends , Schenk, Džepar 46' ( Daemen), Duits 82', Sarota, Lambooij, Maatsen, De Kogel 57' ( Ten Den 69'), Van Ewijk RESERVEBANK: Cummins, Nieveld, Rijsdijk, Van Overbeek | Deckers, Rutten 45', Buwalda, Haagen, Fleuren, Post , Opoku, Nijholt, V. van Crooij 87' ( Hunte), Seuntjens, Paulissen 74' ( Resida) RESERVEBANK: D. van Crooij, Sevinç, Kruijsen, Bourdouxhe, Lazić |  |
|                                                                                  |                 |           |                                                | | |  |

Speelronde 26:
| maandag 15 februari 2016, 20:00                                                       | VVV-Venlo                                          | 3-0 (1-0) | FC Dordrecht | Opstelling VVV-Venlo | Opstelling FC Dordrecht |  |
| Stadion: Stadion De Koel, Venlo Toeschouwers: 3.150 Arbiter: Lindhout                 | 12' Opoku 57' V. van Crooij 62' (e.d.) Gravenberch |           |              | Deckers, Donkers 53' ( Bourdouxhe), Buwalda, Haagen, Fleuren, Post , Opoku, Nijholt, V. van Crooij 76' ( Lazić), Seuntjens, Paulissen 80' ( Resida) RESERVEBANK: D. van Crooij, Sevinç, Kruijsen, Hunte | Te Loeke, Bijl 84', De Greef, Gravenberch, Van Weerdenburg, Chacón, Fortes , Daniels, Van Wermeskerken, Janga, De Bondt RESERVEBANK: Jaimy Schaap, Arias, Boogers, Boers, Bunjaku |  |
| Stadion: Stadion De Koel, Venlo Toeschouwers: 3.150 Arbiter: Lindhout                 |                                                    |           |              | Deckers, Donkers 53' ( Bourdouxhe), Buwalda, Haagen, Fleuren, Post , Opoku, Nijholt, V. van Crooij 76' ( Lazić), Seuntjens, Paulissen 80' ( Resida) RESERVEBANK: D. van Crooij, Sevinç, Kruijsen, Hunte | Te Loeke, Bijl 84', De Greef, Gravenberch, Van Weerdenburg, Chacón, Fortes , Daniels, Van Wermeskerken, Janga, De Bondt RESERVEBANK: Jaimy Schaap, Arias, Boogers, Boers, Bunjaku |  |
| Stadion: Stadion De Koel, Venlo Toeschouwers: 3.150 Arbiter: Lindhout                 |                                                    |           |              | Deckers, Donkers 53' ( Bourdouxhe), Buwalda, Haagen, Fleuren, Post , Opoku, Nijholt, V. van Crooij 76' ( Lazić), Seuntjens, Paulissen 80' ( Resida) RESERVEBANK: D. van Crooij, Sevinç, Kruijsen, Hunte | Te Loeke, Bijl 84', De Greef, Gravenberch, Van Weerdenburg, Chacón, Fortes , Daniels, Van Wermeskerken, Janga, De Bondt RESERVEBANK: Jaimy Schaap, Arias, Boogers, Boers, Bunjaku |  |
| Bijz.: Rutten geschorst vanwege 5e gele kaart. 100e competitiewedstrijd Jordy Deckers |                                                    |           |              | | |  |

Speelronde 27:
| vrijdag 19 februari 2016, 20:00                                   | Helmond Sport | 1-4 (1-2) | VVV-Venlo                                       | Opstelling Helmond Sport | Opstelling VVV-Venlo |  |
| Stadion: Lavans Stadion, Helmond Toeschouwers: 2.391 Arbiter: Bax | 24' Justiana  |           | 33' Seuntjens 45' Buwalda 71' Buwalda 74' Opoku | Van der Steen, Markiet, Heerings, Edwards, Cortie, Visser , El Allouchi 75' ( Schilders), Van de Sande 87' ( Van Nuland), Kerk, De Reuver, Justiana 62' ( Strijbosch) RESERVEBANK: Watt, Warmolts, Rerimassie, Van Gool | Deckers, Rutten, Buwalda, Haagen, Fleuren, Post , Opoku 77' ( Kruijsen), Nijholt 31', V. van Crooij 84' ( Hunte), Seuntjens, Paulissen 67' ( Resida) RESERVEBANK: D. van Crooij, Sevinç, Bourdouxhe, Lazić |  |
| Stadion: Lavans Stadion, Helmond Toeschouwers: 2.391 Arbiter: Bax |               |           |                                                 | Van der Steen, Markiet, Heerings, Edwards, Cortie, Visser , El Allouchi 75' ( Schilders), Van de Sande 87' ( Van Nuland), Kerk, De Reuver, Justiana 62' ( Strijbosch) RESERVEBANK: Watt, Warmolts, Rerimassie, Van Gool | Deckers, Rutten, Buwalda, Haagen, Fleuren, Post , Opoku 77' ( Kruijsen), Nijholt 31', V. van Crooij 84' ( Hunte), Seuntjens, Paulissen 67' ( Resida) RESERVEBANK: D. van Crooij, Sevinç, Bourdouxhe, Lazić |  |
| Stadion: Lavans Stadion, Helmond Toeschouwers: 2.391 Arbiter: Bax |               |           |                                                 | Van der Steen, Markiet, Heerings, Edwards, Cortie, Visser , El Allouchi 75' ( Schilders), Van de Sande 87' ( Van Nuland), Kerk, De Reuver, Justiana 62' ( Strijbosch) RESERVEBANK: Watt, Warmolts, Rerimassie, Van Gool | Deckers, Rutten, Buwalda, Haagen, Fleuren, Post , Opoku 77' ( Kruijsen), Nijholt 31', V. van Crooij 84' ( Hunte), Seuntjens, Paulissen 67' ( Resida) RESERVEBANK: D. van Crooij, Sevinç, Bourdouxhe, Lazić |  |
| Bijz.: Trainer Steijn ziek, vervangen door Jay Driessen.          |               |           |                                                 | | |  |

Speelronde 28:
| vrijdag 26 februari 2016, 20:00                                         | VVV-Venlo                                   | 4-3 (2-1) | NAC Breda                         | Opstelling VVV-Venlo | Opstelling NAC Breda |  |
| Stadion: Stadion De Koel, Venlo Toeschouwers: 6.183 Arbiter: Ed Janssen | 24' Haagen 45' Haagen 61' Nijholt 79' Opoku |           | 18' Ars 67' Ars 89' (e.d.) Haagen | Deckers, Rutten 28', Buwalda, Haagen, Fleuren, Post , Opoku, Nijholt, V. van Crooij 89' ( Hunte), Seuntjens, Paulissen 79' ( Resida) RESERVEBANK: D. van Crooij, Sevinç, Kruijsen, Bourdouxhe, Gijzen | Ten Rouwelaar, Mulder, Pedro 70', Van Diermen 38', Gorter, Naah 65' ( Suk), Stam 90', Damen, Verbeek 28' ( Lazić 65' ( Ünal)), Ars , Seuntjens RESERVEBANK: Noppert, Dingsdag, Matić, Brands |  |
| Stadion: Stadion De Koel, Venlo Toeschouwers: 6.183 Arbiter: Ed Janssen |                                             |           |                                   | Deckers, Rutten 28', Buwalda, Haagen, Fleuren, Post , Opoku, Nijholt, V. van Crooij 89' ( Hunte), Seuntjens, Paulissen 79' ( Resida) RESERVEBANK: D. van Crooij, Sevinç, Kruijsen, Bourdouxhe, Gijzen | Ten Rouwelaar, Mulder, Pedro 70', Van Diermen 38', Gorter, Naah 65' ( Suk), Stam 90', Damen, Verbeek 28' ( Lazić 65' ( Ünal)), Ars , Seuntjens RESERVEBANK: Noppert, Dingsdag, Matić, Brands |  |
| Stadion: Stadion De Koel, Venlo Toeschouwers: 6.183 Arbiter: Ed Janssen |                                             |           |                                   | Deckers, Rutten 28', Buwalda, Haagen, Fleuren, Post , Opoku, Nijholt, V. van Crooij 89' ( Hunte), Seuntjens, Paulissen 79' ( Resida) RESERVEBANK: D. van Crooij, Sevinç, Kruijsen, Bourdouxhe, Gijzen | Ten Rouwelaar, Mulder, Pedro 70', Van Diermen 38', Gorter, Naah 65' ( Suk), Stam 90', Damen, Verbeek 28' ( Lazić 65' ( Ünal)), Ars , Seuntjens RESERVEBANK: Noppert, Dingsdag, Matić, Brands |  |
|                                                                         |                                             |           |                                   | | |  |

Speelronde 29:
| vrijdag 4 maart 2016, 20:00                                                          | Telstar                   | 2-2 (1-0) | VVV-Venlo             | Opstelling Telstar | Opstelling VVV-Venlo |  |
| Stadion: Rabobank IJmond Stadion, Velsen-Zuid Toeschouwers: 1.463 Arbiter: Dieperink | 8' Tissoudali 90' Deekman |           | 58' Nijholt 76' Opoku | Zonneveld, Correia 75' 85' ( Deekman), Van den Broek, Van Berkel 74', Van den Houten, Lilipaly, Keurntjes, Knol, Serrarens 74' 77' ( Tutuarima), Uiterloo 67' ( Maletić), Tissoudali RESERVEBANK: Horton, Mijnders, Abdulahi | Deckers, Rutten, Buwalda, Haagen, Fleuren 44' 56' ( Bourdouxhe), Post 41' ( Sevinç), Opoku, Nijholt 82', V. van Crooij, Seuntjens, Paulissen 89' ( Resida) RESERVEBANK: D. van Crooij, Westley, Gijzen, Hunte |  |
| Stadion: Rabobank IJmond Stadion, Velsen-Zuid Toeschouwers: 1.463 Arbiter: Dieperink |                           |           |                       | Zonneveld, Correia 75' 85' ( Deekman), Van den Broek, Van Berkel 74', Van den Houten, Lilipaly, Keurntjes, Knol, Serrarens 74' 77' ( Tutuarima), Uiterloo 67' ( Maletić), Tissoudali RESERVEBANK: Horton, Mijnders, Abdulahi | Deckers, Rutten, Buwalda, Haagen, Fleuren 44' 56' ( Bourdouxhe), Post 41' ( Sevinç), Opoku, Nijholt 82', V. van Crooij, Seuntjens, Paulissen 89' ( Resida) RESERVEBANK: D. van Crooij, Westley, Gijzen, Hunte |  |
| Stadion: Rabobank IJmond Stadion, Velsen-Zuid Toeschouwers: 1.463 Arbiter: Dieperink |                           |           |                       | Zonneveld, Correia 75' 85' ( Deekman), Van den Broek, Van Berkel 74', Van den Houten, Lilipaly, Keurntjes, Knol, Serrarens 74' 77' ( Tutuarima), Uiterloo 67' ( Maletić), Tissoudali RESERVEBANK: Horton, Mijnders, Abdulahi | Deckers, Rutten, Buwalda, Haagen, Fleuren 44' 56' ( Bourdouxhe), Post 41' ( Sevinç), Opoku, Nijholt 82', V. van Crooij, Seuntjens, Paulissen 89' ( Resida) RESERVEBANK: D. van Crooij, Westley, Gijzen, Hunte |  |
|                                                                                      |                           |           |                       | | |  |

Speelronde 30:
| vrijdag 11 maart 2016, 20:00                                                  | Jong Ajax                 | 2-2 (1-0) | VVV-Venlo                      | Opstelling Jong Ajax | Opstelling VVV-Venlo |  |
| Stadion: Sportpark De Toekomst, Amsterdam Toeschouwers: 445 Arbiter: Lindhout | 14' Živković 55' Živković |           | 50' (pen.) Seuntjens 74' Hunte | Onana, Owusu, Van Bruggen 49', Mirani, Dankerlui, Clement, De Jong, Bakker, Murić 68' ( Hendriks), Živković 79' ( Acolatse), Černý 59' ( El Mahdioui) RESERVEBANK: Alblas, Vissie | Deckers, Rutten, Buwalda, Haagen 66' ( Hunte), Bourdouxhe, Sevinç 77' ( Kruijsen), Paulissen 77' ( Fleuren), Nijholt , Resida, Seuntjens, V. van Crooij RESERVEBANK: D. van Crooij, Korkmaz, Westley, Gijzen |  |
| Stadion: Sportpark De Toekomst, Amsterdam Toeschouwers: 445 Arbiter: Lindhout |                           |           |                                | Onana, Owusu, Van Bruggen 49', Mirani, Dankerlui, Clement, De Jong, Bakker, Murić 68' ( Hendriks), Živković 79' ( Acolatse), Černý 59' ( El Mahdioui) RESERVEBANK: Alblas, Vissie | Deckers, Rutten, Buwalda, Haagen 66' ( Hunte), Bourdouxhe, Sevinç 77' ( Kruijsen), Paulissen 77' ( Fleuren), Nijholt , Resida, Seuntjens, V. van Crooij RESERVEBANK: D. van Crooij, Korkmaz, Westley, Gijzen |  |
| Stadion: Sportpark De Toekomst, Amsterdam Toeschouwers: 445 Arbiter: Lindhout |                           |           |                                | Onana, Owusu, Van Bruggen 49', Mirani, Dankerlui, Clement, De Jong, Bakker, Murić 68' ( Hendriks), Živković 79' ( Acolatse), Černý 59' ( El Mahdioui) RESERVEBANK: Alblas, Vissie | Deckers, Rutten, Buwalda, Haagen 66' ( Hunte), Bourdouxhe, Sevinç 77' ( Kruijsen), Paulissen 77' ( Fleuren), Nijholt , Resida, Seuntjens, V. van Crooij RESERVEBANK: D. van Crooij, Korkmaz, Westley, Gijzen |  |
|                                                                               |                           |           |                                | | |  |

Speelronde 31:
| maandag 14 maart 2016, 20:00                                       | VVV-Venlo                                           | 4-3 (1-2) | RKC Waalwijk                                    | Opstelling VVV-Venlo | Opstelling RKC Waalwijk |  |
| Stadion: Stadion De Koel, Venlo Toeschouwers: 3.515 Arbiter: Pérez | 29' V. van Crooij 62' Opoku 64' Seuntjens 84' Opoku |           | 3' Langedijk 33' Thomassen 53' (pen.) Langedijk | Deckers, Rutten, Buwalda, Haagen, Bourdouxhe 46' ( Fleuren), Sevinç, Paulissen, Nijholt 68', Resida 46' ( Opoku 87' ( Hunte)), Seuntjens, V. van Crooij RESERVEBANK: D. van Crooij, Kruijsen, Gijzen, Kličić | Vos, Ndefe, Verkoelen, Wormgoor 69', Seedorf, Nieuwendaal 43', Rienstra 87' ( Yıldırım), Van Arnhem, Sanoh, Thomassen 65' ( Cicilia), Langedijk RESERVEBANK: Vaessen, Coster, Janzen, Van Weert, Anderson |  |
| Stadion: Stadion De Koel, Venlo Toeschouwers: 3.515 Arbiter: Pérez |                                                     |           |                                                 | Deckers, Rutten, Buwalda, Haagen, Bourdouxhe 46' ( Fleuren), Sevinç, Paulissen, Nijholt 68', Resida 46' ( Opoku 87' ( Hunte)), Seuntjens, V. van Crooij RESERVEBANK: D. van Crooij, Kruijsen, Gijzen, Kličić | Vos, Ndefe, Verkoelen, Wormgoor 69', Seedorf, Nieuwendaal 43', Rienstra 87' ( Yıldırım), Van Arnhem, Sanoh, Thomassen 65' ( Cicilia), Langedijk RESERVEBANK: Vaessen, Coster, Janzen, Van Weert, Anderson |  |
| Stadion: Stadion De Koel, Venlo Toeschouwers: 3.515 Arbiter: Pérez |                                                     |           |                                                 | Deckers, Rutten, Buwalda, Haagen, Bourdouxhe 46' ( Fleuren), Sevinç, Paulissen, Nijholt 68', Resida 46' ( Opoku 87' ( Hunte)), Seuntjens, V. van Crooij RESERVEBANK: D. van Crooij, Kruijsen, Gijzen, Kličić | Vos, Ndefe, Verkoelen, Wormgoor 69', Seedorf, Nieuwendaal 43', Rienstra 87' ( Yıldırım), Van Arnhem, Sanoh, Thomassen 65' ( Cicilia), Langedijk RESERVEBANK: Vaessen, Coster, Janzen, Van Weert, Anderson |  |
|                                                                    |                                                     |           |                                                 | | |  |

Speelronde 32:
| vrijdag 18 maart 2016, 20:00                                                 | FC Eindhoven                 | 2-0 (2-0) | VVV-Venlo | Opstelling FC Eindhoven | Opstelling VVV-Venlo |  |
| Stadion: Jan Louwers Stadion, Eindhoven Toeschouwers: 3.168 Arbiter: Martens | 14' Caenepeel 24' Vandeputte |           |           | Swinkels, De Wilde, N'Toko , Van den Buijs, Massop, Swinnen, Deschilder, Vandeputte 61' 85' ( Vink), Caenepeel 90' ( Koç), Van den Hurk 76' ( Van Hout), Kastaneer 16' RESERVEBANK: Kramer, Rossen, Horsten, Statie | Deckers, Rutten 18' ( Bourdouxhe), Buwalda, Kruijsen, Fleuren 46' ( Hunte 54'), Sevinç, Paulissen, Nijholt , Resida 67' ( Opoku), Seuntjens, V. van Crooij 65' RESERVEBANK: D. van Crooij, Korkmaz, Haagen, Gijzen |  |
| Stadion: Jan Louwers Stadion, Eindhoven Toeschouwers: 3.168 Arbiter: Martens |                              |           |           | Swinkels, De Wilde, N'Toko , Van den Buijs, Massop, Swinnen, Deschilder, Vandeputte 61' 85' ( Vink), Caenepeel 90' ( Koç), Van den Hurk 76' ( Van Hout), Kastaneer 16' RESERVEBANK: Kramer, Rossen, Horsten, Statie | Deckers, Rutten 18' ( Bourdouxhe), Buwalda, Kruijsen, Fleuren 46' ( Hunte 54'), Sevinç, Paulissen, Nijholt , Resida 67' ( Opoku), Seuntjens, V. van Crooij 65' RESERVEBANK: D. van Crooij, Korkmaz, Haagen, Gijzen |  |
| Stadion: Jan Louwers Stadion, Eindhoven Toeschouwers: 3.168 Arbiter: Martens |                              |           |           | Swinkels, De Wilde, N'Toko , Van den Buijs, Massop, Swinnen, Deschilder, Vandeputte 61' 85' ( Vink), Caenepeel 90' ( Koç), Van den Hurk 76' ( Van Hout), Kastaneer 16' RESERVEBANK: Kramer, Rossen, Horsten, Statie | Deckers, Rutten 18' ( Bourdouxhe), Buwalda, Kruijsen, Fleuren 46' ( Hunte 54'), Sevinç, Paulissen, Nijholt , Resida 67' ( Opoku), Seuntjens, V. van Crooij 65' RESERVEBANK: D. van Crooij, Korkmaz, Haagen, Gijzen |  |
| Bijz.: 350e competitiewedstrijd Fleuren.                                     |                              |           |           | | |  |

Speelronde 33:
| vrijdag 1 april 2016, 20:00                                       | VVV-Venlo                       | 2-1 (2-0) | FC Den Bosch | Opstelling VVV-Venlo | Opstelling FC Den Bosch |  |
| Stadion: Stadion De Koel, Venlo Toeschouwers: 4.201 Arbiter: Vink | 28' Paulissen 39' V. van Crooij |           | 83' Khalouta | Deckers, Westley 68' ( Korkmaz), Buwalda, Haagen 49', Fleuren, Sevinç, Opoku 87' ( Hunte), Nijholt , V. van Crooij 14', Seuntjens, Paulissen 61' ( Kruijsen) RESERVEBANK: D. van Crooij, Bourdouxhe, Resida, Gijzen | Heemskerk, Biemans, Hofstede 46' ( Fernandes), Maatsen, Heymans, Boddaert 77' ( Van der Sande), Carlone 68' ( Belterman), Vossebelt, Khalouta, Esajas, Zeldenrust RESERVEBANK: Appels, Disveld, Van der Winden, Pozder |  |
| Stadion: Stadion De Koel, Venlo Toeschouwers: 4.201 Arbiter: Vink |                                 |           |              | Deckers, Westley 68' ( Korkmaz), Buwalda, Haagen 49', Fleuren, Sevinç, Opoku 87' ( Hunte), Nijholt , V. van Crooij 14', Seuntjens, Paulissen 61' ( Kruijsen) RESERVEBANK: D. van Crooij, Bourdouxhe, Resida, Gijzen | Heemskerk, Biemans, Hofstede 46' ( Fernandes), Maatsen, Heymans, Boddaert 77' ( Van der Sande), Carlone 68' ( Belterman), Vossebelt, Khalouta, Esajas, Zeldenrust RESERVEBANK: Appels, Disveld, Van der Winden, Pozder |  |
| Stadion: Stadion De Koel, Venlo Toeschouwers: 4.201 Arbiter: Vink |                                 |           |              | Deckers, Westley 68' ( Korkmaz), Buwalda, Haagen 49', Fleuren, Sevinç, Opoku 87' ( Hunte), Nijholt , V. van Crooij 14', Seuntjens, Paulissen 61' ( Kruijsen) RESERVEBANK: D. van Crooij, Bourdouxhe, Resida, Gijzen | Heemskerk, Biemans, Hofstede 46' ( Fernandes), Maatsen, Heymans, Boddaert 77' ( Van der Sande), Carlone 68' ( Belterman), Vossebelt, Khalouta, Esajas, Zeldenrust RESERVEBANK: Appels, Disveld, Van der Winden, Pozder |  |
| Bijz.: Competitiedebuut Sam Westley en Evren Korkmaz namens VVV.  |                                 |           |              | | |  |

Speelronde 34:
| vrijdag 8 april 2016, 20:00                                                                        | MVV       | 1-3 (0-0) | VVV-Venlo                                     | Opstelling MVV | Opstelling VVV-Venlo |  |
| Stadion: De Geusselt, Maastricht Toeschouwers: 5.103 Arbiter: Van de Graaf                         | 67' Croux |           | 47' Seuntjens 50' Seuntjens 84' V. van Crooij | Coppens, Moustafa, Knops, Werker, Nys 80', Shermaine Martina 65' ( Polizzi), Ippel 56', Peeters , Croux, Verheydt, Santi 57' ( Güvenç) RESERVEBANK: Branderhorst, Pereira, Vrijsen, Loshaj, Odutayo | Deckers, Korkmaz, Buwalda, Sevinç, Fleuren, Paulissen 75' ( Kruijsen), Opoku, Nijholt 76', V. van Crooij 10' 90' ( Gijzen), Seuntjens, Hunte 60' ( Resida) RESERVEBANK: D. van Crooij, Donkers, Westley, Bourdouxhe |  |
| Stadion: De Geusselt, Maastricht Toeschouwers: 5.103 Arbiter: Van de Graaf                         |           |           |                                               | Coppens, Moustafa, Knops, Werker, Nys 80', Shermaine Martina 65' ( Polizzi), Ippel 56', Peeters , Croux, Verheydt, Santi 57' ( Güvenç) RESERVEBANK: Branderhorst, Pereira, Vrijsen, Loshaj, Odutayo | Deckers, Korkmaz, Buwalda, Sevinç, Fleuren, Paulissen 75' ( Kruijsen), Opoku, Nijholt 76', V. van Crooij 10' 90' ( Gijzen), Seuntjens, Hunte 60' ( Resida) RESERVEBANK: D. van Crooij, Donkers, Westley, Bourdouxhe |  |
| Stadion: De Geusselt, Maastricht Toeschouwers: 5.103 Arbiter: Van de Graaf                         |           |           |                                               | Coppens, Moustafa, Knops, Werker, Nys 80', Shermaine Martina 65' ( Polizzi), Ippel 56', Peeters , Croux, Verheydt, Santi 57' ( Güvenç) RESERVEBANK: Branderhorst, Pereira, Vrijsen, Loshaj, Odutayo | Deckers, Korkmaz, Buwalda, Sevinç, Fleuren, Paulissen 75' ( Kruijsen), Opoku, Nijholt 76', V. van Crooij 10' 90' ( Gijzen), Seuntjens, Hunte 60' ( Resida) RESERVEBANK: D. van Crooij, Donkers, Westley, Bourdouxhe |  |
| Bijz.: Haagen geschorst (1e wedstrijd) na rode kaart. 400e officiële wedstrijd Fleuren namens VVV. |           |           |                                               | | |  |

Speelronde 35:

maandag 11 april 2016: VVV-Venlo vrij
Speelronde 36:
| vrijdag 15 april 2016, 20:00 | VVV-Venlo                                 | 4-1 (1-0) | Fortuna Sittard | Opstelling VVV-Venlo | Opstelling Fortuna Sittard |  |
| Stadion: Stadion De Koel, Venlo Toeschouwers: 4.411 Arbiter: D'Hondt (België)                                                                 | 17' Opoku 52' Resida 57' Hunte 89' Promes |           | 85' Loen        | Deckers, Korkmaz, Buwalda, Sevinç, Fleuren 64', Kruijsen 66' 70' ( Post), Opoku 76' ( Gijzen), Paulissen, Resida, Seuntjens , Hunte 79' ( Promes) RESERVEBANK: D. van Crooij, Donkers, Westley, Bourdouxhe | Kaya, Dengering 62' 81' ( De Man), De Regt, Mares 57', Ospitalieri 61' ( Mert), Saddiki 84' ( Belkassem), Loen, Fafiani, Van Son , Schroyen, Hutten RESERVEBANK: Daniëls, Roumen, Schuurs, Vankan |  |
| Stadion: Stadion De Koel, Venlo Toeschouwers: 4.411 Arbiter: D'Hondt (België)                                                                 |                                           |           |                 | Deckers, Korkmaz, Buwalda, Sevinç, Fleuren 64', Kruijsen 66' 70' ( Post), Opoku 76' ( Gijzen), Paulissen, Resida, Seuntjens , Hunte 79' ( Promes) RESERVEBANK: D. van Crooij, Donkers, Westley, Bourdouxhe | Kaya, Dengering 62' 81' ( De Man), De Regt, Mares 57', Ospitalieri 61' ( Mert), Saddiki 84' ( Belkassem), Loen, Fafiani, Van Son , Schroyen, Hutten RESERVEBANK: Daniëls, Roumen, Schuurs, Vankan |  |
| Stadion: Stadion De Koel, Venlo Toeschouwers: 4.411 Arbiter: D'Hondt (België)                                                                 |                                           |           |                 | Deckers, Korkmaz, Buwalda, Sevinç, Fleuren 64', Kruijsen 66' 70' ( Post), Opoku 76' ( Gijzen), Paulissen, Resida, Seuntjens , Hunte 79' ( Promes) RESERVEBANK: D. van Crooij, Donkers, Westley, Bourdouxhe | Kaya, Dengering 62' 81' ( De Man), De Regt, Mares 57', Ospitalieri 61' ( Mert), Saddiki 84' ( Belkassem), Loen, Fafiani, Van Son , Schroyen, Hutten RESERVEBANK: Daniëls, Roumen, Schuurs, Vankan |  |
| Bijz.: Haagen geschorst (2e wedstrijd) na rode kaart, Nijholt geschorst vanwege 10e gele kaart, V. van Crooij geschorst vanwege 5e gele kaart |                                           |           |                 | | |  |

Speelronde 37:
| vrijdag 22 april 2016, 20:00                                     | VVV-Venlo | 1-0 (0-0) | FC Emmen | Opstelling VVV-Venlo | Opstelling FC Emmen |  |
| Stadion: Stadion De Koel, Venlo Toeschouwers: 3.552 Arbiter: Bax | 51' Opoku |           |          | Deckers, Rutten 89' ( Korkmaz), Buwalda, Promes 46' ( Post ), Fleuren 52', Sevinç, Opoku, Nijholt, Resida, Seuntjens, Paulissen 68' RESERVEBANK: D. van Crooij, Haagen, Kruijsen, V. van Crooij, Hunte | Telgenkamp, Kulhan 84' ( Hagenauw), Streutker, Siekman, Jallo, Olijve , Overtoom 54', Deul, Mannes 66' ( Van Deelen), Ten Voorde 84' ( Reinders), Danso RESERVEBANK: Elmali, Kwee, Bouws, Mulder |  |
| Stadion: Stadion De Koel, Venlo Toeschouwers: 3.552 Arbiter: Bax |           |           |          | Deckers, Rutten 89' ( Korkmaz), Buwalda, Promes 46' ( Post ), Fleuren 52', Sevinç, Opoku, Nijholt, Resida, Seuntjens, Paulissen 68' RESERVEBANK: D. van Crooij, Haagen, Kruijsen, V. van Crooij, Hunte | Telgenkamp, Kulhan 84' ( Hagenauw), Streutker, Siekman, Jallo, Olijve , Overtoom 54', Deul, Mannes 66' ( Van Deelen), Ten Voorde 84' ( Reinders), Danso RESERVEBANK: Elmali, Kwee, Bouws, Mulder |  |
| Stadion: Stadion De Koel, Venlo Toeschouwers: 3.552 Arbiter: Bax |           |           |          | Deckers, Rutten 89' ( Korkmaz), Buwalda, Promes 46' ( Post ), Fleuren 52', Sevinç, Opoku, Nijholt, Resida, Seuntjens, Paulissen 68' RESERVEBANK: D. van Crooij, Haagen, Kruijsen, V. van Crooij, Hunte | Telgenkamp, Kulhan 84' ( Hagenauw), Streutker, Siekman, Jallo, Olijve , Overtoom 54', Deul, Mannes 66' ( Van Deelen), Ten Voorde 84' ( Reinders), Danso RESERVEBANK: Elmali, Kwee, Bouws, Mulder |  |
| Bijz.: Laatste thuiswedstrijd competitie.                        |           |           |          | | |  |

Speelronde 38:
| vrijdag 29 april 2016, 20:00                                                   | Achilles '29     | 1-3 (0-2) | VVV-Venlo                                 | Opstelling Achilles '29 | Opstelling VVV-Venlo |  |
| Stadion: Sportpark De Heikant, Groesbeek Toeschouwers: 1.929 Arbiter: Liesveld | 90' Van de Groes |           | 29' Seuntjens 37' Paulissen 68' Seuntjens | Ter Wielen , Zeller, Beijer, Dingil, Van Steen, Sürmeli, Dekkers, Van de Groes, Popalzay 69' ( Elders), Boogers 55' ( Van de Beek), Van Straaten 60' 77' ( Boelens) RESERVEBANK: Van Beers, Ramezani, Witteveen, Deckers | Deckers, Buwalda, Sevinç, Promes, Rutten 77' ( Hunte), Post , Opoku, Nijholt, V. van Crooij, Seuntjens, Paulissen RESERVEBANK: D. van Crooij, Korkmaz, Haagen, Kruijsen, Bourdouxhe, Resida |  |
| Stadion: Sportpark De Heikant, Groesbeek Toeschouwers: 1.929 Arbiter: Liesveld |                  |           |                                           | Ter Wielen , Zeller, Beijer, Dingil, Van Steen, Sürmeli, Dekkers, Van de Groes, Popalzay 69' ( Elders), Boogers 55' ( Van de Beek), Van Straaten 60' 77' ( Boelens) RESERVEBANK: Van Beers, Ramezani, Witteveen, Deckers | Deckers, Buwalda, Sevinç, Promes, Rutten 77' ( Hunte), Post , Opoku, Nijholt, V. van Crooij, Seuntjens, Paulissen RESERVEBANK: D. van Crooij, Korkmaz, Haagen, Kruijsen, Bourdouxhe, Resida |  |
| Stadion: Sportpark De Heikant, Groesbeek Toeschouwers: 1.929 Arbiter: Liesveld |                  |           |                                           | Ter Wielen , Zeller, Beijer, Dingil, Van Steen, Sürmeli, Dekkers, Van de Groes, Popalzay 69' ( Elders), Boogers 55' ( Van de Beek), Van Straaten 60' 77' ( Boelens) RESERVEBANK: Van Beers, Ramezani, Witteveen, Deckers | Deckers, Buwalda, Sevinç, Promes, Rutten 77' ( Hunte), Post , Opoku, Nijholt, V. van Crooij, Seuntjens, Paulissen RESERVEBANK: D. van Crooij, Korkmaz, Haagen, Kruijsen, Bourdouxhe, Resida |  |
| Bijz.: Laatste competitiewedstrijd. Fleuren geschorst vanwege 5e gele kaart    |                  |           |                                           | | |  |

### Play-offs
Tweede ronde heenwedstrijd:
| vrijdag 13 mei 2016, 19:45                                                    | Go Ahead Eagles     | 1-0 (0-0) | VVV-Venlo | Opstelling Go Ahead Eagles | Opstelling VVV-Venlo |  |
| Stadion: De Adelaarshorst, Deventer Toeschouwers: 9.320 Arbiter: Van de Graaf | 87' (pen.) De Kogel |           |           | Zwarthoed, Lambooij, Vriends , Schenk, Van der Meer, Maatsen 53' ( Van Overbeek), Duits 90' ( Daemen), Nieveld, Wolters, De Kogel 51', Ten Den 23' 83' ( Teijsse) RESERVEBANK: Cummins, Groenbast, Džepar, Van Ewijk | Deckers, Rutten 86', Buwalda, Promes, Fleuren 55', Post 49', Opoku, Nijholt, V. van Crooij, Seuntjens, Hunte 81' ( Resida 84' 90' ( Haagen)) RESERVEBANK: D. van Crooij, Korkmaz, Sevinç, Kruijsen, Gijzen |  |
| Stadion: De Adelaarshorst, Deventer Toeschouwers: 9.320 Arbiter: Van de Graaf |                     |           |           | Zwarthoed, Lambooij, Vriends , Schenk, Van der Meer, Maatsen 53' ( Van Overbeek), Duits 90' ( Daemen), Nieveld, Wolters, De Kogel 51', Ten Den 23' 83' ( Teijsse) RESERVEBANK: Cummins, Groenbast, Džepar, Van Ewijk | Deckers, Rutten 86', Buwalda, Promes, Fleuren 55', Post 49', Opoku, Nijholt, V. van Crooij, Seuntjens, Hunte 81' ( Resida 84' 90' ( Haagen)) RESERVEBANK: D. van Crooij, Korkmaz, Sevinç, Kruijsen, Gijzen |  |
| Stadion: De Adelaarshorst, Deventer Toeschouwers: 9.320 Arbiter: Van de Graaf |                     |           |           | Zwarthoed, Lambooij, Vriends , Schenk, Van der Meer, Maatsen 53' ( Van Overbeek), Duits 90' ( Daemen), Nieveld, Wolters, De Kogel 51', Ten Den 23' 83' ( Teijsse) RESERVEBANK: Cummins, Groenbast, Džepar, Van Ewijk | Deckers, Rutten 86', Buwalda, Promes, Fleuren 55', Post 49', Opoku, Nijholt, V. van Crooij, Seuntjens, Hunte 81' ( Resida 84' 90' ( Haagen)) RESERVEBANK: D. van Crooij, Korkmaz, Sevinç, Kruijsen, Gijzen |  |
| Bijz.: Paulissen geschorst na 2e gele kaart in Play-offs 2014-15              |                     |           |           | | |  |

Tweede ronde return:
| maandag 16 mei 2016, 14:30                                        | VVV-Venlo                        | 2-2 (2-1) | Go Ahead Eagles          | Opstelling VVV-Venlo | Opstelling Go Ahead Eagles |  |
| Stadion: Stadion De Koel, Venlo Toeschouwers: 6.799 Arbiter: Vink | 40' (pen.) Seuntjens 43' Nijholt |           | 12' De Kogel 90' Wolters | Deckers, Buwalda, Post , Promes, Fleuren, Sevinç 7' 81' ( Resida), Opoku, Nijholt, V. van Crooij, Seuntjens, Paulissen 59' 66' ( Hunte) RESERVEBANK: D. van Crooij, Donkers, Korkmaz, Haagen, Kruijsen | Zwarthoed, Lambooij, Vriends , Schenk, Van der Meer 55' ( Groenbast), Van Overbeek, Duits 65' ( Teijsse), Nieveld, Wolters, De Kogel 86', Ten Den 77' ( Daemen) RESERVEBANK: Cummins, Rijsdijk, Džepar, Van Ewijk |  |
| Stadion: Stadion De Koel, Venlo Toeschouwers: 6.799 Arbiter: Vink |                                  |           |                          | Deckers, Buwalda, Post , Promes, Fleuren, Sevinç 7' 81' ( Resida), Opoku, Nijholt, V. van Crooij, Seuntjens, Paulissen 59' 66' ( Hunte) RESERVEBANK: D. van Crooij, Donkers, Korkmaz, Haagen, Kruijsen | Zwarthoed, Lambooij, Vriends , Schenk, Van der Meer 55' ( Groenbast), Van Overbeek, Duits 65' ( Teijsse), Nieveld, Wolters, De Kogel 86', Ten Den 77' ( Daemen) RESERVEBANK: Cummins, Rijsdijk, Džepar, Van Ewijk |  |
| Stadion: Stadion De Koel, Venlo Toeschouwers: 6.799 Arbiter: Vink |                                  |           |                          | Deckers, Buwalda, Post , Promes, Fleuren, Sevinç 7' 81' ( Resida), Opoku, Nijholt, V. van Crooij, Seuntjens, Paulissen 59' 66' ( Hunte) RESERVEBANK: D. van Crooij, Donkers, Korkmaz, Haagen, Kruijsen | Zwarthoed, Lambooij, Vriends , Schenk, Van der Meer 55' ( Groenbast), Van Overbeek, Duits 65' ( Teijsse), Nieveld, Wolters, De Kogel 86', Ten Den 77' ( Daemen) RESERVEBANK: Cummins, Rijsdijk, Džepar, Van Ewijk |  |
| Bijz.: Rutten geschorst na rode kaart. VVV uitgeschakeld.         |                                  |           |                          | | |  |

### KNVB beker
Tweede ronde:
| woensdag 23 september 2015, 20:00                                    | AZ                                                                                        | 6-1 (2-0) | VVV-Venlo         | Opstelling AZ | Opstelling VVV-Venlo |  |
| Stadion: AFAS Stadion, Alkmaar Toeschouwers: 7.188 Arbiter: Liesveld | 8' (pen.) Van der Linden 37' Tanković 70' Mühren 78' Henriksen 80' Henriksen 82' Tanković |           | 69' V. van Crooij | Coutinho, Johansson, Gouweleeuw , Van der Linden, Brežančić, Van Overeem 46' ( Mühren), Henriksen, Rienstra, Dos Santos Souza 46' ( Hupperts), Janssen 54' ( Haye), Tanković RESERVEBANK: Rochet, Luckassen, Wuytens, Haps | Deckers, Buwalda, Haagen 7', Promes , Fleuren 48' 87' ( Bourdouxhe), Kruijsen 13' 82' ( Sevinç), Opoku, Nijholt, Resida 66' ( Donkers), Seuntjens, V. van Crooij RESERVEBANK: D. van Crooij, Gijzen, Hunte, Korkmaz |  |
| Stadion: AFAS Stadion, Alkmaar Toeschouwers: 7.188 Arbiter: Liesveld |                                                                                           |           |                   | Coutinho, Johansson, Gouweleeuw , Van der Linden, Brežančić, Van Overeem 46' ( Mühren), Henriksen, Rienstra, Dos Santos Souza 46' ( Hupperts), Janssen 54' ( Haye), Tanković RESERVEBANK: Rochet, Luckassen, Wuytens, Haps | Deckers, Buwalda, Haagen 7', Promes , Fleuren 48' 87' ( Bourdouxhe), Kruijsen 13' 82' ( Sevinç), Opoku, Nijholt, Resida 66' ( Donkers), Seuntjens, V. van Crooij RESERVEBANK: D. van Crooij, Gijzen, Hunte, Korkmaz |  |
| Stadion: AFAS Stadion, Alkmaar Toeschouwers: 7.188 Arbiter: Liesveld |                                                                                           |           |                   | Coutinho, Johansson, Gouweleeuw , Van der Linden, Brežančić, Van Overeem 46' ( Mühren), Henriksen, Rienstra, Dos Santos Souza 46' ( Hupperts), Janssen 54' ( Haye), Tanković RESERVEBANK: Rochet, Luckassen, Wuytens, Haps | Deckers, Buwalda, Haagen 7', Promes , Fleuren 48' 87' ( Bourdouxhe), Kruijsen 13' 82' ( Sevinç), Opoku, Nijholt, Resida 66' ( Donkers), Seuntjens, V. van Crooij RESERVEBANK: D. van Crooij, Gijzen, Hunte, Korkmaz |  |
| Bijz.: VVV uitgeschakeld.                                            |                                                                                           |           |                   | | |  |

## Oefenwedstrijden

### Voorbereiding
| zaterdag 4 juli 2015, 19:30                                                                                       | SC Irene | 0-3 (0-1) | VVV-Venlo                             | Opstelling SC Irene | Opstelling VVV-Venlo |
| Stadion: Sportpark "De Bakenbos", Tegelen Toeschouwers: 350 Arbiter: Kok                                          |          |           | 21' Adesanya 58' Adesanya 69' Simmons |                     | Deckers 53' ( D. van Crooij), Rutten 53' ( Donkers), Post 53' ( Korkmaz), Promes 53' ( Balkestein), Fleuren, Sevinç 53' ( Gijzen), Nijholt 53' ( Kruijsen), Ramadhani 53' ( Bezzat), Resida, Adesanya, V. van Crooij 53' ( Simmons) |
| Stadion: Sportpark "De Bakenbos", Tegelen Toeschouwers: 350 Arbiter: Kok                                          |          |           |                                       |                     | Deckers 53' ( D. van Crooij), Rutten 53' ( Donkers), Post 53' ( Korkmaz), Promes 53' ( Balkestein), Fleuren, Sevinç 53' ( Gijzen), Nijholt 53' ( Kruijsen), Ramadhani 53' ( Bezzat), Resida, Adesanya, V. van Crooij 53' ( Simmons) |
| Stadion: Sportpark "De Bakenbos", Tegelen Toeschouwers: 350 Arbiter: Kok                                          |          |           |                                       |                     | Deckers 53' ( D. van Crooij), Rutten 53' ( Donkers), Post 53' ( Korkmaz), Promes 53' ( Balkestein), Fleuren, Sevinç 53' ( Gijzen), Nijholt 53' ( Kruijsen), Ramadhani 53' ( Bezzat), Resida, Adesanya, V. van Crooij 53' ( Simmons) |
| Bijz.: Jason Adesanya en Leandro Resida spelen op proef mee. Wedstrijd vanwege hitte ingekort tot 2 × 35 minuten. |          |           |                                       |                     | |

| woensdag 8 juli 2015, 19:30                                                    | SHH | 0-7 (0-3) | VVV-Venlo                                                                             | Opstelling SHH | Opstelling VVV-Venlo |
| Stadion: Sportpark "De Wolfsberg", Herten Toeschouwers: 1.400 Arbiter: Meijers |     |           | 26' Resida 38' Simmons 43' Nijholt 56' V. van Crooij 76' Gijzen 78' Kličić 80' Gijzen |                | Deckers 66' ( D. van Crooij), Rutten 66' ( Donkers), Post , Balkestein 61' ( Korkmaz), Fleuren, Sevinç, Nijholt, Kruijsen 66' ( Ramadhani), Resida 66' ( Bezzat), V. van Crooij 66' ( Kličić), Simmons 46' ( Gijzen) |
| Stadion: Sportpark "De Wolfsberg", Herten Toeschouwers: 1.400 Arbiter: Meijers |     |           |                                                                                       |                | Deckers 66' ( D. van Crooij), Rutten 66' ( Donkers), Post , Balkestein 61' ( Korkmaz), Fleuren, Sevinç, Nijholt, Kruijsen 66' ( Ramadhani), Resida 66' ( Bezzat), V. van Crooij 66' ( Kličić), Simmons 46' ( Gijzen) |
| Stadion: Sportpark "De Wolfsberg", Herten Toeschouwers: 1.400 Arbiter: Meijers |     |           |                                                                                       |                | Deckers 66' ( D. van Crooij), Rutten 66' ( Donkers), Post , Balkestein 61' ( Korkmaz), Fleuren, Sevinç, Nijholt, Kruijsen 66' ( Ramadhani), Resida 66' ( Bezzat), V. van Crooij 66' ( Kličić), Simmons 46' ( Gijzen) |
|                                                                                |     |           |                                                                                       |                | |

| zaterdag 11 juli 2015, 19:00                                              | Wittenhorst | 0-4 (0-1) | VVV-Venlo                                                               | Opstelling Wittenhorst | Opstelling VVV-Venlo |  |
| Stadion: Sportpark "Wienus", Hegelsom Toeschouwers: 700 Arbiter: Verbakel |             |           | 25' V. van Crooij 65' (pen.) V. van Crooij 75' V. van Crooij 89' Resida | Gooren 78' ( Derks), T. Zanders, B. Spreeuwenberg, W. Spreeuwenberg, B. Zanders 75' ( N. Zanders), Verlijsdonk, Hendriks , Spee 63' ( Van Rensch), Janssen, R. Zanders 33' ( Van Rens), Heijnen | Deckers, Rutten 18', Korkmaz 46' ( Kruijsen), Promes, Fleuren, Post , Nijholt 45', Sevinç, Resida, V. van Crooij, Gijzen 46' ( Simmons) RESERVEBANK: D. van Crooij, Ramadhani, Donkers, Kličić, Bezzat |  |
| Stadion: Sportpark "Wienus", Hegelsom Toeschouwers: 700 Arbiter: Verbakel |             |           |                                                                         | Gooren 78' ( Derks), T. Zanders, B. Spreeuwenberg, W. Spreeuwenberg, B. Zanders 75' ( N. Zanders), Verlijsdonk, Hendriks , Spee 63' ( Van Rensch), Janssen, R. Zanders 33' ( Van Rens), Heijnen | Deckers, Rutten 18', Korkmaz 46' ( Kruijsen), Promes, Fleuren, Post , Nijholt 45', Sevinç, Resida, V. van Crooij, Gijzen 46' ( Simmons) RESERVEBANK: D. van Crooij, Ramadhani, Donkers, Kličić, Bezzat |  |
| Stadion: Sportpark "Wienus", Hegelsom Toeschouwers: 700 Arbiter: Verbakel |             |           |                                                                         | Gooren 78' ( Derks), T. Zanders, B. Spreeuwenberg, W. Spreeuwenberg, B. Zanders 75' ( N. Zanders), Verlijsdonk, Hendriks , Spee 63' ( Van Rensch), Janssen, R. Zanders 33' ( Van Rens), Heijnen | Deckers, Rutten 18', Korkmaz 46' ( Kruijsen), Promes, Fleuren, Post , Nijholt 45', Sevinç, Resida, V. van Crooij, Gijzen 46' ( Simmons) RESERVEBANK: D. van Crooij, Ramadhani, Donkers, Kličić, Bezzat |  |
|                                                                           |             |           |                                                                         | | |  |

| woensdag 15 juli 2015, 19:30                                                        | Westlands Elftal | 0-3 (0-0) | VVV-Venlo                                       | Opstelling Westlands Elftal | Opstelling VVV-Venlo |
| Stadion: Sportpark "De Hoge Bomen", Naaldwijk Toeschouwers: 500 Arbiter: Van Loenen |                  |           | 54' Nijholt 72' (pen.) V. van Crooij 90' Kličić |                             | D. van Crooij, Rutten 46' ( Donkers), Buwalda 23' ( Sevinç), Promes, Metaj, Post , Opoku 23' ( Nijholt), Kruijsen, Simmons 75' ( Gijzen), V. van Crooij, Resida 59' ( Kličić) RESERVEBANK: Deckers, Ramadhani, Bezzat, Korkmaz |
| Stadion: Sportpark "De Hoge Bomen", Naaldwijk Toeschouwers: 500 Arbiter: Van Loenen |                  |           |                                                 |                             | D. van Crooij, Rutten 46' ( Donkers), Buwalda 23' ( Sevinç), Promes, Metaj, Post , Opoku 23' ( Nijholt), Kruijsen, Simmons 75' ( Gijzen), V. van Crooij, Resida 59' ( Kličić) RESERVEBANK: Deckers, Ramadhani, Bezzat, Korkmaz |
| Stadion: Sportpark "De Hoge Bomen", Naaldwijk Toeschouwers: 500 Arbiter: Van Loenen |                  |           |                                                 |                             | D. van Crooij, Rutten 46' ( Donkers), Buwalda 23' ( Sevinç), Promes, Metaj, Post , Opoku 23' ( Nijholt), Kruijsen, Simmons 75' ( Gijzen), V. van Crooij, Resida 59' ( Kličić) RESERVEBANK: Deckers, Ramadhani, Bezzat, Korkmaz |
| Bijz.: Shkodran Metaj speelt op proef mee.                                          |                  |           |                                                 |                             | |

| zaterdag 18 juli 2015, 16:30                                                        | VVV-Venlo             | 2-1 (2-1) | Feyenoord     | Opstelling VVV-Venlo | Opstelling Feyenoord |  |
| Stadion: Sportpark "De Beek", Halsteren Toeschouwers: 3.000 Arbiter: Van den Heuvel | 17' Resida 31' Resida |           | 18' Toornstra | Deckers, Rutten, Buwalda 46' ( Kruijsen), Promes, Metaj 84' ( Fleuren), Post , Opoku 46' ( Sevinç), Nijholt, Resida 78' ( Kličić), V. van Crooij, Simmons 65' ( Donkers) RESERVEBANK: D. van Crooij, Balkestein, Korkmaz, Gijzen, Ramadhani, Bezzat | Vermeer 46' ( Hahn), Karsdorp, Dammers 78' ( Verdonk), Kongolo, Nelom 46' ( Woudenberg), Vejinović, El Ahmadi 69' ( Schuurman), Toornstra 78' ( Vilhena), Kuyt 78' ( Achahbar), Kâzım 69' ( Başacıkoğlu), Boëtius 69' ( Sleegers) RESERVEBANK: Immers, Manu, Te Vrede, Wilkshire, Nieuwkoop, Gustafson |  |
| Stadion: Sportpark "De Beek", Halsteren Toeschouwers: 3.000 Arbiter: Van den Heuvel |                       |           |               | Deckers, Rutten, Buwalda 46' ( Kruijsen), Promes, Metaj 84' ( Fleuren), Post , Opoku 46' ( Sevinç), Nijholt, Resida 78' ( Kličić), V. van Crooij, Simmons 65' ( Donkers) RESERVEBANK: D. van Crooij, Balkestein, Korkmaz, Gijzen, Ramadhani, Bezzat | Vermeer 46' ( Hahn), Karsdorp, Dammers 78' ( Verdonk), Kongolo, Nelom 46' ( Woudenberg), Vejinović, El Ahmadi 69' ( Schuurman), Toornstra 78' ( Vilhena), Kuyt 78' ( Achahbar), Kâzım 69' ( Başacıkoğlu), Boëtius 69' ( Sleegers) RESERVEBANK: Immers, Manu, Te Vrede, Wilkshire, Nieuwkoop, Gustafson |  |
| Stadion: Sportpark "De Beek", Halsteren Toeschouwers: 3.000 Arbiter: Van den Heuvel |                       |           |               | Deckers, Rutten, Buwalda 46' ( Kruijsen), Promes, Metaj 84' ( Fleuren), Post , Opoku 46' ( Sevinç), Nijholt, Resida 78' ( Kličić), V. van Crooij, Simmons 65' ( Donkers) RESERVEBANK: D. van Crooij, Balkestein, Korkmaz, Gijzen, Ramadhani, Bezzat | Vermeer 46' ( Hahn), Karsdorp, Dammers 78' ( Verdonk), Kongolo, Nelom 46' ( Woudenberg), Vejinović, El Ahmadi 69' ( Schuurman), Toornstra 78' ( Vilhena), Kuyt 78' ( Achahbar), Kâzım 69' ( Başacıkoğlu), Boëtius 69' ( Sleegers) RESERVEBANK: Immers, Manu, Te Vrede, Wilkshire, Nieuwkoop, Gustafson |  |
| Bijz.: Shkodran Metaj speelt op proef mee.                                          |                       |           |               | | |  |

| zaterdag 25 juli 2015, 17:00                                              | Lommel United | 0-2 (0-2) | VVV-Venlo                  | Opstelling Lommel United | Opstelling VVV-Venlo |  |
| Stadion: Soevereinstadion, Lommel Toeschouwers: 608 Arbiter: Put (België) |               |           | 15' Post 30' V. van Crooij | Thoelen, Goossens, Neven, Lenaerts, Swerten 63' ( Mertens), Deferm 63' ( Schoofs), Scheelen 63' ( Al Kamouchi), Gueroui, Diouck 35', Bertjens 44' 46' ( Deville), Paoli RESERVEBANK: Delarbre, S. Vanaken, Deckers | Deckers, Rutten 77' ( Donkers), Buwalda 72' ( Balkestein), Promes 85' ( Korkmaz), Bourdouxhe 85' ( Ramadhani), Post 77' ( Gijzen), Opoku 72' ( Kličić 87' ( Bourdouxhe)), Kruijsen 46' ( Fleuren), Resida 58' ( Bezzat), Seuntjens 46' ( Simmons), V. van Crooij 46' ( Sevinç) RESERVEBANK: D. van Crooij |  |
| Stadion: Soevereinstadion, Lommel Toeschouwers: 608 Arbiter: Put (België) |               |           |                            | Thoelen, Goossens, Neven, Lenaerts, Swerten 63' ( Mertens), Deferm 63' ( Schoofs), Scheelen 63' ( Al Kamouchi), Gueroui, Diouck 35', Bertjens 44' 46' ( Deville), Paoli RESERVEBANK: Delarbre, S. Vanaken, Deckers | Deckers, Rutten 77' ( Donkers), Buwalda 72' ( Balkestein), Promes 85' ( Korkmaz), Bourdouxhe 85' ( Ramadhani), Post 77' ( Gijzen), Opoku 72' ( Kličić 87' ( Bourdouxhe)), Kruijsen 46' ( Fleuren), Resida 58' ( Bezzat), Seuntjens 46' ( Simmons), V. van Crooij 46' ( Sevinç) RESERVEBANK: D. van Crooij |  |
| Stadion: Soevereinstadion, Lommel Toeschouwers: 608 Arbiter: Put (België) |               |           |                            | Thoelen, Goossens, Neven, Lenaerts, Swerten 63' ( Mertens), Deferm 63' ( Schoofs), Scheelen 63' ( Al Kamouchi), Gueroui, Diouck 35', Bertjens 44' 46' ( Deville), Paoli RESERVEBANK: Delarbre, S. Vanaken, Deckers | Deckers, Rutten 77' ( Donkers), Buwalda 72' ( Balkestein), Promes 85' ( Korkmaz), Bourdouxhe 85' ( Ramadhani), Post 77' ( Gijzen), Opoku 72' ( Kličić 87' ( Bourdouxhe)), Kruijsen 46' ( Fleuren), Resida 58' ( Bezzat), Seuntjens 46' ( Simmons), V. van Crooij 46' ( Sevinç) RESERVEBANK: D. van Crooij |  |
| Bijz.: Nijholt geschorst (1e wedstrijd) na rode kaart                     |               |           |                            | | |  |

| dinsdag 28 juli 2015, 19:30                                          | VVV-Venlo                                  | 4-0 (0-0) | 1. FC Mönchengladbach | Opstelling VVV-Venlo | Opstelling 1. FC Mönchengladbach |  |
| Stadion: Stadion De Koel, Venlo Toeschouwers: 903 Arbiter: Tunnissen | 68' Post 70' Promes 76' Simmons 86' Rutten |           |                       | D. van Crooij, Rutten, Buwalda, Promes, Bourdouxhe 80' ( Fleuren), Post 75' ( Donkers), Opoku, Kruijsen 60' ( Sevinç), Resida, Seuntjens 69' ( Gijzen), V. van Crooij 17' ( Simmons) RESERVEBANK: Deckers, Balkestein, Ramadhani, Bezzat, Korkmaz | Kultscher, Biskup, Verlinden, Königs, Schellhammer 46' ( Daftari), Schmitz, Dohmen , Richter 46' ( Karaman), Czempik 66' ( Nwafor), Klein 46' ( Uslucan 59'), Armen 66' ( Müller 74') |  |
| Stadion: Stadion De Koel, Venlo Toeschouwers: 903 Arbiter: Tunnissen |                                            |           |                       | D. van Crooij, Rutten, Buwalda, Promes, Bourdouxhe 80' ( Fleuren), Post 75' ( Donkers), Opoku, Kruijsen 60' ( Sevinç), Resida, Seuntjens 69' ( Gijzen), V. van Crooij 17' ( Simmons) RESERVEBANK: Deckers, Balkestein, Ramadhani, Bezzat, Korkmaz | Kultscher, Biskup, Verlinden, Königs, Schellhammer 46' ( Daftari), Schmitz, Dohmen , Richter 46' ( Karaman), Czempik 66' ( Nwafor), Klein 46' ( Uslucan 59'), Armen 66' ( Müller 74') |  |
| Stadion: Stadion De Koel, Venlo Toeschouwers: 903 Arbiter: Tunnissen |                                            |           |                       | D. van Crooij, Rutten, Buwalda, Promes, Bourdouxhe 80' ( Fleuren), Post 75' ( Donkers), Opoku, Kruijsen 60' ( Sevinç), Resida, Seuntjens 69' ( Gijzen), V. van Crooij 17' ( Simmons) RESERVEBANK: Deckers, Balkestein, Ramadhani, Bezzat, Korkmaz | Kultscher, Biskup, Verlinden, Königs, Schellhammer 46' ( Daftari), Schmitz, Dohmen , Richter 46' ( Karaman), Czempik 66' ( Nwafor), Klein 46' ( Uslucan 59'), Armen 66' ( Müller 74') |  |
| Bijz.: Nijholt geschorst (2e wedstrijd) na rode kaart                |                                            |           |                       | | |  |

| zaterdag 1 augustus 2015, 16:00                                                                              | VVV-Venlo            | 1-2 (0-1) | PEC Zwolle              | Opstelling VVV-Venlo | Opstelling PEC Zwolle |  |
| Stadion: Stadion De Koel, Venlo Toeschouwers: 2.000 Arbiter: Janssen                                         | 60' (pen.) Seuntjens |           | 32' Becker 54' Veldwijk | Deckers, Donkers 79' ( Gijzen), Buwalda, Promes, Bourdouxhe 78' 79' ( Fleuren), Post , Opoku, Kruijsen 46' ( Sevinç), Resida, Seuntjens, Simmons 62' ( Bezzat) RESERVEBANK: D. van Crooij, Balkestein, Ramadhani, Korkmaz | Begois, Van Polen , Marcellis, Schenkeveld 64' ( Ehizibue), Van Hintum, Dekker 16' ( Marinus), Rienstra 64' ( Hebling), Thomas, Becker, Veldwijk, Menig 67' ( Lazić) RESERVEBANK: De Jong |  |
| Stadion: Stadion De Koel, Venlo Toeschouwers: 2.000 Arbiter: Janssen                                         |                      |           |                         | Deckers, Donkers 79' ( Gijzen), Buwalda, Promes, Bourdouxhe 78' 79' ( Fleuren), Post , Opoku, Kruijsen 46' ( Sevinç), Resida, Seuntjens, Simmons 62' ( Bezzat) RESERVEBANK: D. van Crooij, Balkestein, Ramadhani, Korkmaz | Begois, Van Polen , Marcellis, Schenkeveld 64' ( Ehizibue), Van Hintum, Dekker 16' ( Marinus), Rienstra 64' ( Hebling), Thomas, Becker, Veldwijk, Menig 67' ( Lazić) RESERVEBANK: De Jong |  |
| Stadion: Stadion De Koel, Venlo Toeschouwers: 2.000 Arbiter: Janssen                                         |                      |           |                         | Deckers, Donkers 79' ( Gijzen), Buwalda, Promes, Bourdouxhe 78' 79' ( Fleuren), Post , Opoku, Kruijsen 46' ( Sevinç), Resida, Seuntjens, Simmons 62' ( Bezzat) RESERVEBANK: D. van Crooij, Balkestein, Ramadhani, Korkmaz | Begois, Van Polen , Marcellis, Schenkeveld 64' ( Ehizibue), Van Hintum, Dekker 16' ( Marinus), Rienstra 64' ( Hebling), Thomas, Becker, Veldwijk, Menig 67' ( Lazić) RESERVEBANK: De Jong |  |
| Bijz.: PEC Zwolle winnaar 12e editie Herman Teeuwen Memorial. Nijholt geschorst (3e wedstrijd) na rode kaart |                      |           |                         | | |  |

### Tijdens het seizoen
| woensdag 2 september 2015, 19:30                                     | VVV-Venlo                                                         | 5-2 (1-1) | SV Venray            | Opstelling VVV-Venlo | Opstelling SV Venray |
| Stadion: Stadion De Koel, Venlo Toeschouwers: 500 Arbiter: Tunnissen | 5' Seuntjens 53' Opoku 59' Opoku 61' (pen.) Seuntjens 70' Simmons |           | 19' Shala 90' Jakobs | D. van Crooij, Donkers, Buwalda 65' ( Ramadhani), Haagen, Bourdouxhe, Gijzen, Sevinç, Opoku, Simmons, Seuntjens , Bezzat RESERVEBANK: Deckers, Promes, Fleuren, Post, Nijholt, Resida |                      |
| Stadion: Stadion De Koel, Venlo Toeschouwers: 500 Arbiter: Tunnissen |                                                                   |           |                      | D. van Crooij, Donkers, Buwalda 65' ( Ramadhani), Haagen, Bourdouxhe, Gijzen, Sevinç, Opoku, Simmons, Seuntjens , Bezzat RESERVEBANK: Deckers, Promes, Fleuren, Post, Nijholt, Resida |                      |
| Stadion: Stadion De Koel, Venlo Toeschouwers: 500 Arbiter: Tunnissen |                                                                   |           |                      | D. van Crooij, Donkers, Buwalda 65' ( Ramadhani), Haagen, Bourdouxhe, Gijzen, Sevinç, Opoku, Simmons, Seuntjens , Bezzat RESERVEBANK: Deckers, Promes, Fleuren, Post, Nijholt, Resida |                      |
|                                                                      |                                                                   |           |                      | |                      |

| donderdag 8 oktober 2015, 13:00                                          | Roda JC                     | 2-2 (2-0) | VVV-Venlo           | Opstelling Roda JC                                                                                           | Opstelling VVV-Venlo |  |
| Stadion: Parkstad Limburg Stadion, Kerkrade Toeschouwers: 0 Arbiter: Kok | 25' Paulissen 28' Paulissen |           | 79' Opoku 81' Hunte | Verbist, Monteyne, Biemans, Werker, Peters, Rutjes , Van Son, Noor 55' ( Smeets), De Silva, Paulissen, Gyasi | D. van Crooij, Buwalda, Promes , Haagen, Bourdouxhe, Kruijsen, Sevinç, Nijholt 62' ( Gijzen), Resida 79' ( Donkers), Opoku, Hunte RESERVEBANK: Deckers, Fleuren, Ramadhani, Westley, Simmons |  |
| Stadion: Parkstad Limburg Stadion, Kerkrade Toeschouwers: 0 Arbiter: Kok |                             |           |                     | Verbist, Monteyne, Biemans, Werker, Peters, Rutjes , Van Son, Noor 55' ( Smeets), De Silva, Paulissen, Gyasi | D. van Crooij, Buwalda, Promes , Haagen, Bourdouxhe, Kruijsen, Sevinç, Nijholt 62' ( Gijzen), Resida 79' ( Donkers), Opoku, Hunte RESERVEBANK: Deckers, Fleuren, Ramadhani, Westley, Simmons |  |
| Stadion: Parkstad Limburg Stadion, Kerkrade Toeschouwers: 0 Arbiter: Kok |                             |           |                     | Verbist, Monteyne, Biemans, Werker, Peters, Rutjes , Van Son, Noor 55' ( Smeets), De Silva, Paulissen, Gyasi | D. van Crooij, Buwalda, Promes , Haagen, Bourdouxhe, Kruijsen, Sevinç, Nijholt 62' ( Gijzen), Resida 79' ( Donkers), Opoku, Hunte RESERVEBANK: Deckers, Fleuren, Ramadhani, Westley, Simmons |  |
|                                                                          |                             |           |                     | | |  |

| donderdag 7 januari 2016, 14:30 GMT           | West Ham United Development Squad | 0-0 (0-0) | VVV-Venlo | Opstelling West Ham United Development Squad | Opstelling VVV-Venlo |  |
| Stadion: Rush Green, Romford Toeschouwers: 50 |                                   |           |           | Spiegel, Pike, Chambers 46' ( K. Belić), Onariase, Westley, Scully 46' ( L. Belić), P. McKay, R. Brown 46' ( Nasha), Makasi, Kemp 46' ( J. Brown), J. McKay RESERVEBANK: Trott | Deckers, Rutten, Buwalda, Promes , Fleuren, Kruijsen 76' ( Sevinç), Opoku, Nijholt, Resida 60' ( Hunte), Seuntjens, V. van Crooij 64' ( Bourdouxhe) RESERVEBANK: D. van Crooij, Haagen |  |
| Stadion: Rush Green, Romford Toeschouwers: 50 |                                   |           |           | Spiegel, Pike, Chambers 46' ( K. Belić), Onariase, Westley, Scully 46' ( L. Belić), P. McKay, R. Brown 46' ( Nasha), Makasi, Kemp 46' ( J. Brown), J. McKay RESERVEBANK: Trott | Deckers, Rutten, Buwalda, Promes , Fleuren, Kruijsen 76' ( Sevinç), Opoku, Nijholt, Resida 60' ( Hunte), Seuntjens, V. van Crooij 64' ( Bourdouxhe) RESERVEBANK: D. van Crooij, Haagen |  |
| Stadion: Rush Green, Romford Toeschouwers: 50 |                                   |           |           | Spiegel, Pike, Chambers 46' ( K. Belić), Onariase, Westley, Scully 46' ( L. Belić), P. McKay, R. Brown 46' ( Nasha), Makasi, Kemp 46' ( J. Brown), J. McKay RESERVEBANK: Trott | Deckers, Rutten, Buwalda, Promes , Fleuren, Kruijsen 76' ( Sevinç), Opoku, Nijholt, Resida 60' ( Hunte), Seuntjens, V. van Crooij 64' ( Bourdouxhe) RESERVEBANK: D. van Crooij, Haagen |  |
| Bijz.: Trainingskamp in Londen (Engeland)     |                                   |           |           | | |  |

| donderdag 24 maart 2016, 13:15 | VVV-Venlo | 1-0 (0-0) | Roda JC | Opstelling VVV-Venlo | Opstelling Roda JC |  |
| Toeschouwers: 0 Arbiter: | 79' Hunte |           |         | D. van Crooij, Westley, Korkmaz, Haagen, Bourdouxhe, Sevinç , D. Gijzen, Tashima 46' ( Fleuren), Resida 72' ( Simmons), Hunte, Paulissen RESERVEBANK: Deckers, G. Gijzen, Vlijter, Ramadhani, Bezzat, Kličić | Verbist, Dijkhuizen, Gullón, Rutjes, Van Peppen 57' ( Yasar), Faik, Griffiths, Noor 67' ( Monteyne), Jurić, Van Duinen, Peterson 46' ( Demirtapa) RESERVEBANK: Van Leer, Buijs, Van Hyfte, Zhukov |  |
| Toeschouwers: 0 Arbiter: |           |           |         | D. van Crooij, Westley, Korkmaz, Haagen, Bourdouxhe, Sevinç , D. Gijzen, Tashima 46' ( Fleuren), Resida 72' ( Simmons), Hunte, Paulissen RESERVEBANK: Deckers, G. Gijzen, Vlijter, Ramadhani, Bezzat, Kličić | Verbist, Dijkhuizen, Gullón, Rutjes, Van Peppen 57' ( Yasar), Faik, Griffiths, Noor 67' ( Monteyne), Jurić, Van Duinen, Peterson 46' ( Demirtapa) RESERVEBANK: Van Leer, Buijs, Van Hyfte, Zhukov |  |
| Toeschouwers: 0 Arbiter: |           |           |         | D. van Crooij, Westley, Korkmaz, Haagen, Bourdouxhe, Sevinç , D. Gijzen, Tashima 46' ( Fleuren), Resida 72' ( Simmons), Hunte, Paulissen RESERVEBANK: Deckers, G. Gijzen, Vlijter, Ramadhani, Bezzat, Kličić | Verbist, Dijkhuizen, Gullón, Rutjes, Van Peppen 57' ( Yasar), Faik, Griffiths, Noor 67' ( Monteyne), Jurić, Van Duinen, Peterson 46' ( Demirtapa) RESERVEBANK: Van Leer, Buijs, Van Hyfte, Zhukov |  |
| Bijz.: Proefspelers: Rintaro Tashima en Alfaro Vlijter. Griffiths op verzoek van scheidsrechter in 88e minuut gewisseld en niet vervangen na grove overtreding op Jason Bourdouxhe. |           |           |         | | |  |

## Statistieken

### Eindstand VVV-Venlo in Eerste divisie 2015/2016
| Stand | Gespeeld | Gewonnen | Gelijk | Verloren | Punten | Doelpunten voor | Doelpunten tegen | Gele kaarten | Rode kaarten |
| ----- | -------- | -------- | ------ | -------- | ------ | --------------- | ---------------- | ------------ | ------------ |
| 2e    | 36       | 23       | 6      | 7        | 75     | 85              | 39               | 50           | 3            |

### Stand, punten en doelpunten per speelronde 2015/2016
| Speelronde                            | 1  | 2   | 3  | 4   | 5   | 6  | 7  | 8  | 9  | 10 | 11 | 12 | 13 | 14 | 15 | 16 | 17 | 18 | 19 | 20 | 21 | 22 | 23 | 24 | 25 | 26 | 27 | 28 | 29 | 30 | 31 | 32 | 33 | 34 | 35 | 36 | 37 | 38 | Totaal |
| ------------------------------------- | -- | --- | -- | --- | --- | -- | -- | -- | -- | -- | -- | -- | -- | -- | -- | -- | -- | -- | -- | -- | -- | -- | -- | -- | -- | -- | -- | -- | -- | -- | -- | -- | -- | -- | -- | -- | -- | -- | ------ |
| Aantal punten per speelronde          | 1  | 0   | 3  | 1   | 1   | 3  | 1  | 3  | 3  | 0  | 3  | 3  | 0  | 3  | 3  | -  | 3  | 3  | 3  | 3  | 0  | 0  | 3  | 0  | 3  | 3  | 3  | 3  | 1  | 1  | 3  | 0  | 3  | 3  | -  | 3  | 3  | 3  | 75     |
| Aantal punten na speelronde           | 1  | 1   | 4  | 5   | 6   | 9  | 10 | 13 | 16 | 16 | 19 | 22 | 22 | 25 | 28 | 28 | 31 | 34 | 37 | 40 | 40 | 40 | 43 | 43 | 46 | 49 | 52 | 55 | 56 | 57 | 60 | 60 | 63 | 66 | 66 | 69 | 72 | 75 | 75     |
| Stand na speelronde                   | 8e | 13e | 6e | 11e | 10e | 7e | 6e | 5e | 5e | 5e | 5e | 5e | 5e | 5e | 3e | 4e | 2e | 2e | 2e | 2e | 2e | 2e | 2e | 3e | 2e | 2e | 2e | 2e | 2e | 2e | 2e | 2e | 2e | 2e | 2e | 2e | 2e | 2e | 2e     |
| Aantal doelpunten per speelronde      | 3  | 1   | 5  | 1   | 1   | 2  | 0  | 4  | 1  | 1  | 1  | 3  | 1  | 1  | 3  | -  | 5  | 3  | 4  | 4  | 1  | 1  | 3  | 1  | 3  | 3  | 4  | 4  | 2  | 2  | 4  | 0  | 2  | 3  | -  | 4  | 1  | 3  | 85     |
| Aantal tegendoelpunten per speelronde | 3  | 2   | 1  | 1   | 1   | 1  | 0  | 1  | 0  | 2  | 0  | 0  | 2  | 0  | 0  | -  | 0  | 0  | 1  | 0  | 2  | 2  | 0  | 3  | 0  | 0  | 1  | 3  | 2  | 2  | 3  | 2  | 1  | 1  | -  | 1  | 0  | 1  | 39     |
| Aantal gele kaarten per speelronde    | 1  | 0   | 1  | 0   | 2   | 3  | 1  | 3  | 3  | 3  | 2  | 0  | 1  | 2  | 0  | -  | 3  | 1  | 1  | 1  | 1  | 2  | 1  | 3  | 1  | 0  | 1  | 1  | 2  | 0  | 1  | 2  | 1  | 2  | -  | 2  | 2  | 0  | 50     |

### Statistieken
|                          | Eerste divisie | Totaal    |
| ------------------------ | -------------- | --------- |
| Wedstrijden              | 36 van 36      | 36 van 36 |
| Gewonnen                 | 23 van 36      | 23 van 36 |
| Gelijk                   | 6 van 36       | 6 van 36  |
| Verloren                 | 7 van 36       | 7 van 36  |
| Thuis                    | 18 van 18      | 18 van 18 |
| Uit                      | 18 van 18      | 18 van 18 |
| Gele kaarten             | 50             | 50        |
| Rode kaarten             | 2              | 2         |
| 2 × geel in 1 wedstrijd  | 1              | 1         |
| Aantal wissels toegepast | 87             | 87        |
| Doelpunten voor          | 85             | 85        |
| Doelpunten tegen         | 39             | 39        |
| Doelsaldo                | +46            | +46       |
| De nul gehouden          | 13             | 13        |
| Strafschoppen voor       | 8              | 8         |
| Strafschoppen tegen      | 3              | 3         |

Legenda
- W Wedstrijden
- Doelpunt
- Gele kaart
- 2× gele kaart in 1 wedstrijd
- Rode kaart

| Nat.                           | Spelersnaam       | Eerste divisie | Eerste divisie | Eerste divisie | Eerste divisie | Eerste divisie |  | KNVB beker | KNVB beker | KNVB beker | KNVB beker | KNVB beker |  | Play-offs | Play-offs | Play-offs | Play-offs | Play-offs |  | Totaal | Totaal | Totaal | Totaal | Totaal |
| ------------------------------ | ----------------- | -------------- | -------------- | -------------- | -------------- | -------------- |  | ---------- | ---------- | ---------- | ---------- | ---------- |  | --------- | --------- | --------- | --------- | --------- |  | ------ | ------ | ------ | ------ | ------ |
| Nat.                           | Spelersnaam       | W              |                |                |                |                |  | W          |            |            |            |            |  | W         |           |           |           |           |  | W      |        |        |        |        |
| Keepers                        |                   |                |                |                |                |                |  |            |            |            |            |            |  |           |           |           |           |           |  |        |        |        |        |        |
| Vlag van Nederland             | Delano van Crooij | 1              | 0              | 0              | 0              | 0              |  | 0          | 0          | 0          | 0          | 0          |  | 0         | 0         | 0         | 0         | 0         |  | 1      | 0      | 0      | 0      | 0      |
| Vlag van Nederland             | Jordy Deckers     | 36             | 0              | 0              | 0              | 0              |  | 1          | 0          | 0          | 0          | 0          |  | 2         | 0         | 0         | 0         | 0         |  | 39     | 0      | 0      | 0      | 0      |
| Vlag van Nederland             | Roy Oomen         | 0              | 0              | 0              | 0              | 0              |  | 0          | 0          | 0          | 0          | 0          |  | 0         | 0         | 0         | 0         | 0         |  | 0      | 0      | 0      | 0      | 0      |
| Verdediging                    |                   |                |                |                |                |                |  |            |            |            |            |            |  |           |           |           |           |           |  |        |        |        |        |        |
| Vlag van België                | Jason Bourdouxhe  | 15             | 0              | 0              | 0              | 1              |  | 1          | 0          | 0          | 0          | 0          |  | 0         | 0         | 0         | 0         | 0         |  | 16     | 0      | 0      | 0      | 1      |
| Vlag van Nederland             | Robin Buwalda     | 36             | 3              | 2              | 0              | 0              |  | 1          | 0          | 0          | 0          | 0          |  | 2         | 0         | 0         | 0         | 0         |  | 39     | 3      | 2      | 0      | 0      |
| Vlag van Nederland             | Dylan Donkers     | 3              | 0              | 1              | 0              | 0              |  | 1          | 0          | 0          | 0          | 0          |  | 0         | 0         | 0         | 0         | 0         |  | 4      | 0      | 1      | 0      | 0      |
| Vlag van Nederland             | Niels Fleuren     | 35             | 0              | 5              | 0              | 0              |  | 1          | 0          | 1          | 0          | 0          |  | 2         | 0         | 1         | 0         | 0         |  | 38     | 0      | 7      | 0      | 0      |
| Vlag van België                | Kristiaan Haagen  | 15             | 2              | 1              | 0              | 1              |  | 1          | 0          | 0          | 0          | 1          |  | 1         | 0         | 0         | 0         | 0         |  | 17     | 2      | 1      | 0      | 2      |
| Vlag van Turkije               | Evren Korkmaz     | 4              | 0              | 0              | 0              | 0              |  | 0          | 0          | 0          | 0          | 0          |  | 0         | 0         | 0         | 0         | 0         |  | 4      | 0      | 0      | 0      | 0      |
| Vlag van Nederland             | Jerold Promes     | 25             | 1              | 3              | 0              | 0              |  | 1          | 0          | 0          | 0          | 0          |  | 2         | 0         | 0         | 0         | 0         |  | 28     | 1      | 3      | 0      | 0      |
| Vlag van Nederland             | Moreno Rutten     | 30             | 0              | 6              | 0              | 0              |  | 0          | 0          | 0          | 0          | 0          |  | 1         | 0         | 0         | 0         | 1         |  | 31     | 0      | 6      | 0      | 1      |
| Vlag van Engeland              | Sam Westley       | 1              | 0              | 0              | 0              | 0              |  | 0          | 0          | 0          | 0          | 0          |  | 0         | 0         | 0         | 0         | 0         |  | 1      | 0      | 0      | 0      | 0      |
| Middenveld                     |                   |                |                |                |                |                |  |            |            |            |            |            |  |           |           |           |           |           |  |        |        |        |        |        |
| Vlag van Nederland             | Dyon Gijzen       | 4              | 0              | 0              | 0              | 0              |  | 0          | 0          | 0          | 0          | 0          |  | 0         | 0         | 0         | 0         | 0         |  | 4      | 0      | 0      | 0      | 0      |
| Vlag van Nederland             | Quin Kruijsen     | 16             | 0              | 2              | 0              | 0              |  | 1          | 0          | 1          | 0          | 0          |  | 0         | 0         | 0         | 0         | 0         |  | 17     | 0      | 3      | 0      | 0      |
| Vlag van Nederland             | Gianluca Nijholt  | 34             | 6              | 10             | 0              | 0              |  | 1          | 0          | 0          | 0          | 0          |  | 2         | 1         | 0         | 0         | 0         |  | 37     | 7      | 10     | 0      | 0      |
| Vlag van Nederland             | Johnatan Opoku    | 34             | 13             | 1              | 1              | 0              |  | 1          | 0          | 0          | 0          | 0          |  | 2         | 0         | 0         | 0         | 0         |  | 37     | 13     | 1      | 1      | 0      |
| Vlag van Nederland             | Mitchel Paulissen | 14             | 2              | 1              | 0              | 0              |  | 0          | 0          | 0          | 0          | 0          |  | 1         | 0         | 1         | 0         | 0         |  | 15     | 2      | 2      | 0      | 0      |
| Vlag van Nederland             | Danny Post        | 30             | 1              | 6              | 0              | 0              |  | 0          | 0          | 0          | 0          | 0          |  | 2         | 0         | 1         | 0         | 0         |  | 32     | 1      | 7      | 0      | 0      |
| Vlag van Nederland             | Omar Ramadhani    | 0              | 0              | 0              | 0              | 0              |  | 0          | 0          | 0          | 0          | 0          |  | 0         | 0         | 0         | 0         | 0         |  | 0      | 0      | 0      | 0      | 0      |
| Vlag van Turkije               | Selman Sevinç     | 15             | 0              | 0              | 0              | 0              |  | 1          | 0          | 0          | 0          | 0          |  | 1         | 0         | 1         | 0         | 0         |  | 17     | 0      | 1      | 0      | 0      |
| Aanval                         |                   |                |                |                |                |                |  |            |            |            |            |            |  |           |           |           |           |           |  |        |        |        |        |        |
| Vlag van Marokko               | Lugman Bezzat     | 0              | 0              | 0              | 0              | 0              |  | 0          | 0          | 0          | 0          | 0          |  | 0         | 0         | 0         | 0         | 0         |  | 0      | 0      | 0      | 0      | 0      |
| Vlag van Nederland             | Vito van Crooij   | 33             | 13             | 5              | 0              | 0              |  | 1          | 1          | 0          | 0          | 0          |  | 2         | 0         | 0         | 0         | 0         |  | 36     | 14     | 5      | 0      | 0      |
| Vlag van Nederland             | Torino Hunte      | 31             | 6              | 1              | 0              | 0              |  | 0          | 0          | 0          | 0          | 0          |  | 2         | 0         | 0         | 0         | 0         |  | 33     | 6      | 1      | 0      | 0      |
| Vlag van Bosnië en Herzegovina | Vensan Kličić     | 0              | 0              | 0              | 0              | 0              |  | 0          | 0          | 0          | 0          | 0          |  | 0         | 0         | 0         | 0         | 0         |  | 0      | 0      | 0      | 0      | 0      |
| Vlag van Bosnië en Herzegovina | Boban Lazić       | 2              | 0              | 0              | 0              | 0              |  | 0          | 0          | 0          | 0          | 0          |  | 0         | 0         | 0         | 0         | 0         |  | 2      | 0      | 0      | 0      | 0      |
| Vlag van Nederland             | Leandro Resida    | 33             | 6              | 2              | 0              | 0              |  | 1          | 0          | 0          | 0          | 0          |  | 2         | 0         | 1         | 0         | 0         |  | 36     | 6      | 3      | 0      | 0      |
| Vlag van Nederland             | Ralf Seuntjens    | 36             | 28             | 4              | 0              | 0              |  | 1          | 0          | 0          | 0          | 0          |  | 2         | 1         | 0         | 0         | 0         |  | 39     | 29     | 4      | 0      | 0      |
| Vlag van Nederland             | Shaquille Simmons | 0              | 0              | 0              | 0              | 0              |  | 0          | 0          | 0          | 0          | 0          |  | 0         | 0         | 0         | 0         | 0         |  | 0      | 0      | 0      | 0      | 0      |
| Nat.                           | Spelersnaam       | W              |                |                |                |                |  | W          |            |            |            |            |  | W         |           |           |           |           |  | W      |        |        |        |        |
| Nat.                           | Spelersnaam       | Eerste divisie | Eerste divisie | Eerste divisie | Eerste divisie | Eerste divisie |  | KNVB beker | KNVB beker | KNVB beker | KNVB beker | KNVB beker |  | Play-offs | Play-offs | Play-offs | Play-offs | Play-offs |  | Totaal | Totaal | Totaal | Totaal | Totaal |

### Topscorers 2015/2016
| Nr.    | Naam                               | Goal |
| ------ | ---------------------------------- | ---- |
| 1.     | Ralf Seuntjens                     | 28   |
| 2.     | Vito van Crooij                    | 13   |
|        | Johnatan Opoku                     | 13   |
| 4.     | Gianluca Nijholt                   | 6    |
|        | Leandro Resida                     | 6    |
|        | Torino Hunte                       | 6    |
| 7.     | Robin Buwalda                      | 3    |
| 8.     | Kristiaan Haagen                   | 2    |
|        | Mitchel Paulissen                  | 2    |
| 10.    | Danny Post                         | 1    |
|        | Jerold Promes                      | 1    |
| 12.    | Maikel Verkoelen (RKC Waalwijk)    | 1    |
|        | Milan Massop (FC Eindhoven)        | 1    |
|        | Dennis Dengering (Fortuna Sittard) | 1    |
|        | Danzell Gravenberch (FC Dordrecht) | 1    |
| Totaal | Totaal                             | 85   |

| Nr.    | Naam             | Goal |
| ------ | ---------------- | ---- |
| 1.     | Ralf Seuntjens   | 1    |
|        | Gianluca Nijholt | 1    |
| Totaal | Totaal           | 2    |

| Nr.    | Naam            | Goal |
| ------ | --------------- | ---- |
| 1.     | Vito van Crooij | 1    |
| Totaal | Totaal          | 1    |

| Nr.    | Naam              | Goal |
| ------ | ----------------- | ---- |
| 1.     | Vito van Crooij   | 6    |
| 2.     | Leandro Resida    | 4    |
|        | Shaquille Simmons | 4    |
| 4.     | Ralf Seuntjens    | 3    |
|        | Johnatan Opoku    | 3    |
| 6.     | Jason Adesanya    | 2    |
|        | Dyon Gijzen       | 2    |
|        | Gianluca Nijholt  | 2    |
|        | Vensan Kličić     | 2    |
|        | Danny Post        | 2    |
|        | Torino Hunte      | 2    |
| 12.    | Jerold Promes     | 1    |
|        | Moreno Rutten     | 1    |
| Totaal | Totaal            | 34   |

Achilles '29 ·
Jong Ajax ·
Almere City FC ·
FC Den Bosch ·
FC Dordrecht ·
FC Eindhoven ·
FC Emmen ·
Fortuna Sittard ·
Go Ahead Eagles ·
Helmond Sport ·
MVV Maastricht ·
NAC Breda ·
FC Oss ·
Jong PSV ·
RKC Waalwijk ·
Sparta Rotterdam ·
Telstar ·
VVV-Venlo ·
FC Volendam